# Bundesautobahn 46
Die Bundesautobahn 46 (Abkürzung: BAB 46) – Kurzform: Autobahn 46 (Abkürzung: A 46) – ist eine Autobahn im deutschen Bundesland Nordrhein-Westfalen. Sie besteht aus drei nicht miteinander verbundenen Teilstücken, die von Heinsberg über Düsseldorf nach Wuppertal, von Hagen nach Hemer und von Arnsberg nach Olsberg führen.
Der Abschnitt von Düsseldorf nach Wuppertal entstand bereits in den 1960er Jahren als vierstreifiger Neubau der B 326. Die Fortführung von Neuss in Richtung Heinsberg folgt in Teilen der Trasse der B 1 und entstand, wie das Teilstück zwischen Hagen und Hemer, in den 1970er Jahren. Der Bau der Strecke von Arnsberg nach Olsberg, die eine Fortsetzung der in Werl beginnenden BAB 445 bildet, begann Anfang der 1980er Jahre und wurde bis 2019 vorangetrieben.
Der Lückenschluss zwischen Hemer und Arnsberg ist nach wie vor in Planung, zwischen Wuppertal und Hagen ist dieser aufgrund der schwierigen Topografie und der nahezu parallel verlaufenden BAB 1 nicht mehr vorgesehen. Die ehemals geplante Südumfahrung von Neuss wurde aufgegeben und stattdessen ein Abschnitt der BAB 57 doppelt nummeriert, sodass die ehemals getrennten Teilstrecken Heinsberg–Neuss und Düsseldorf–Wuppertal miteinander verbunden wurden.

## Verlauf

### Heinsberg–Wuppertal
An der Anschlussstelle Heinsberg geht die Bundesstraße 56n, die ihren Anfang am deutsch-niederländischen Grenzübergang Selfkant-Millen nimmt, in die BAB 46 über, die – anders als die Bundesstraße – über getrennte Richtungsfahrbahnen verfügt. Die Autobahn führt durch die flache Landschaft des westlichen Niederrheins an den Städten Hückelhoven und Erkelenz vorbei. Am Dreieck Mönchengladbach-Wanlo zweigt der nördliche Ast der durch den Braunkohlentagebau Garzweiler II unterbrochenen A 61 (Gesamtstrecke Venlo–Hockenheim) ab. Bis zum nachfolgenden Kreuz Holz führt die Autobahn unmittelbar an diesem Tagebau entlang und ist sechsstreifig ausgebaut, da sie seit Sommer 2018 zusammen mit einer ebenfalls sechsstreifigen Neubaustrecke der A 44 als Ersatz der A 61 dient. An der nächsten Anschlussstelle (Jüchen) besteht ein Anschluss zur Bundesstraße 59 (bis 2020 BAB 540), die die Stadt Grevenbroich westlich und südlich umgeht. Bis Neuss ist die Strecke dann durch lange Geraden geprägt und besitzt in beiden Fahrtrichtungen eine Rastanlage. Am Kreuz Neuss-West läuft die Fahrbahn der BAB 46 mit derjenigen der BAB 57 zusammen, während man über eine Linksausfahrt auf die Jülicher Landstraße ins Neusser Stadtzentrum gelangt. Bis zur Herabstufung war dies die Bundesstraße 1.
Bis zum Dreieck Neuss-Süd führen die BAB 46 und die BAB 57 auf einer gemeinsamen, sechsstreifig ausgebauten Fahrbahn. Die Doppelnummerierung wurde eingerichtet, nachdem die vormalige Anschlussstelle Neuss-West zum Autobahnkreuz ausgebaut wurde und man beschloss, die ursprünglich geplante, südlich verlaufende Trasse von Neuss-Holzheim bis Neuss-Süd nicht zu realisieren.
Ab dem Dreieck Neuss-Süd hat die BAB 46 wieder eine eigene sechsstreifige Trasse. Sie quert auf der Fleher Brücke den Rhein und gelangt somit auf Düsseldorfer Stadtgebiet. Im Süden der nordrhein-westfälischen Landeshauptstadt führt sie durch zwei Tunnel unter dem Campus der Universität und im Stadtteil Wersten. Am Dreieck Düsseldorf-Süd beginnt der mittlere Abschnitt der BAB 59 nach Leverkusen und einige Kilometer weiter kreuzt am Autobahnkreuz Hilden die BAB 3. Nach dem Kreuz steigt die Fahrbahn aus der Niederrheinischen Bucht ins Bergische Land an, führt an Haan vorbei und erreicht das Stadtgebiet Wuppertals. Am Sonnborner Kreuz, einem sehr komplexen innerstädtischen Straßenknoten mit mehreren Anschlüssen an das nachgeordnete Straßennetz, zweigt die BAB 535 nach Velbert ab. Bis zum Ende des ersten Teilstückes am Kreuz Wuppertal-Nord wird das Stadtgebiet Wuppertals der Länge nach mit mehreren Anschlussstellen durchquert und angebunden, ebenso gibt es in beide Fahrtrichtungen eine Rastanlage. Die Richtungsfahrbahn Düsseldorf führt dabei aufgrund der dichten Besiedlung durch zwei Lärmschutzeinhausungen.

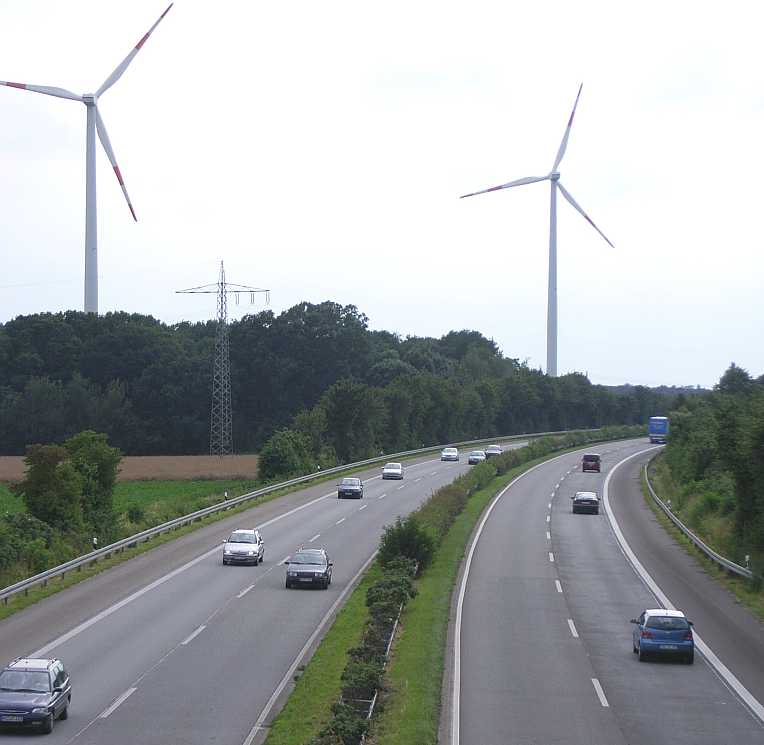
Autobahn bei Hückelhoven
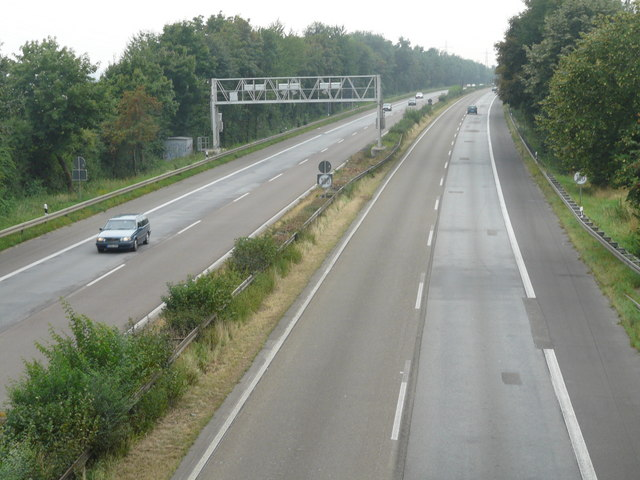
Zwischen Jüchen und Neuss
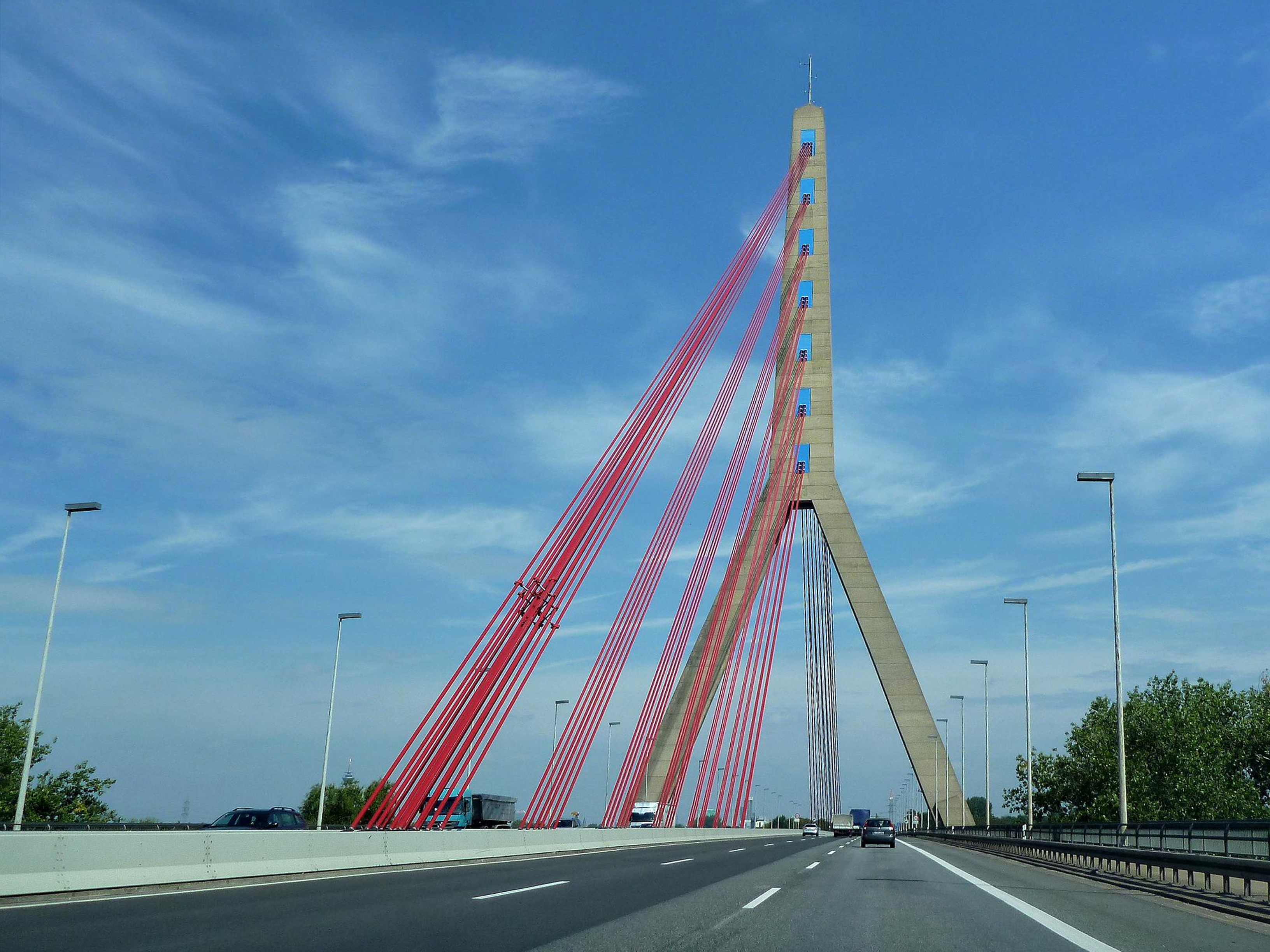
Die Fleher Brücke führt über den Rhein
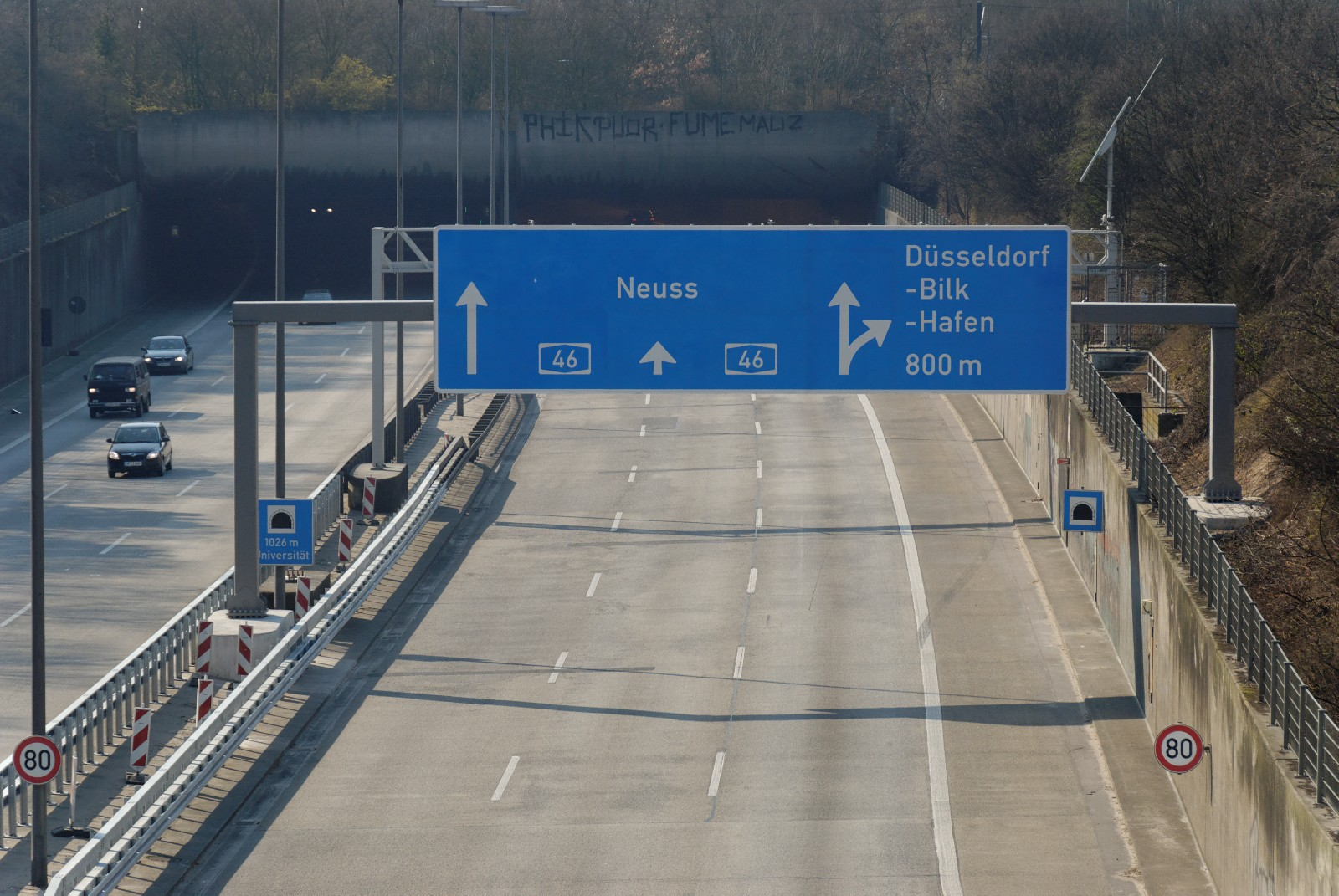
Universitätstunnel in Düsseldorf
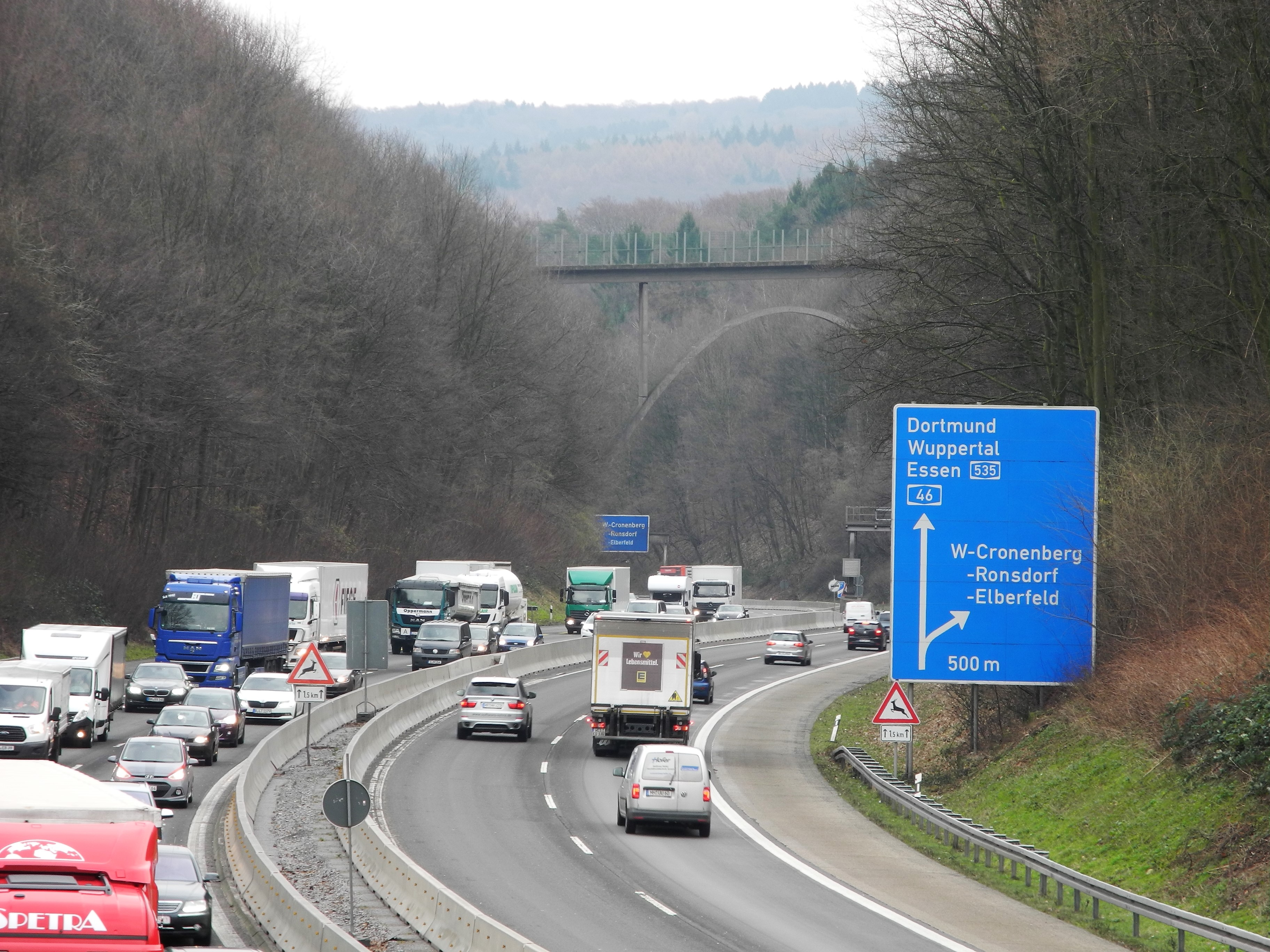
Vor dem Sonnborner Kreuz

### Hagen–Hemer
Das zweite Teilstück beginnt an der Hagener Kreuzung Heinitzstraße/Eduard-Müller-Straße, ist aber erst ab dem Kreuz Hagen, das die BAB 45 (Dortmund–Seligenstadt) kreuzt, als Bundesautobahn gewidmet. Diese Strecke überquert die Lenne und führt zunächst durch den Hagener Stadtteil Elsey, dann durch das sich östlich anschließende Iserlohn. Im Osten des Iserlohner Stadtgebietes endet sie, kurz vor Hemer, an der B 7.

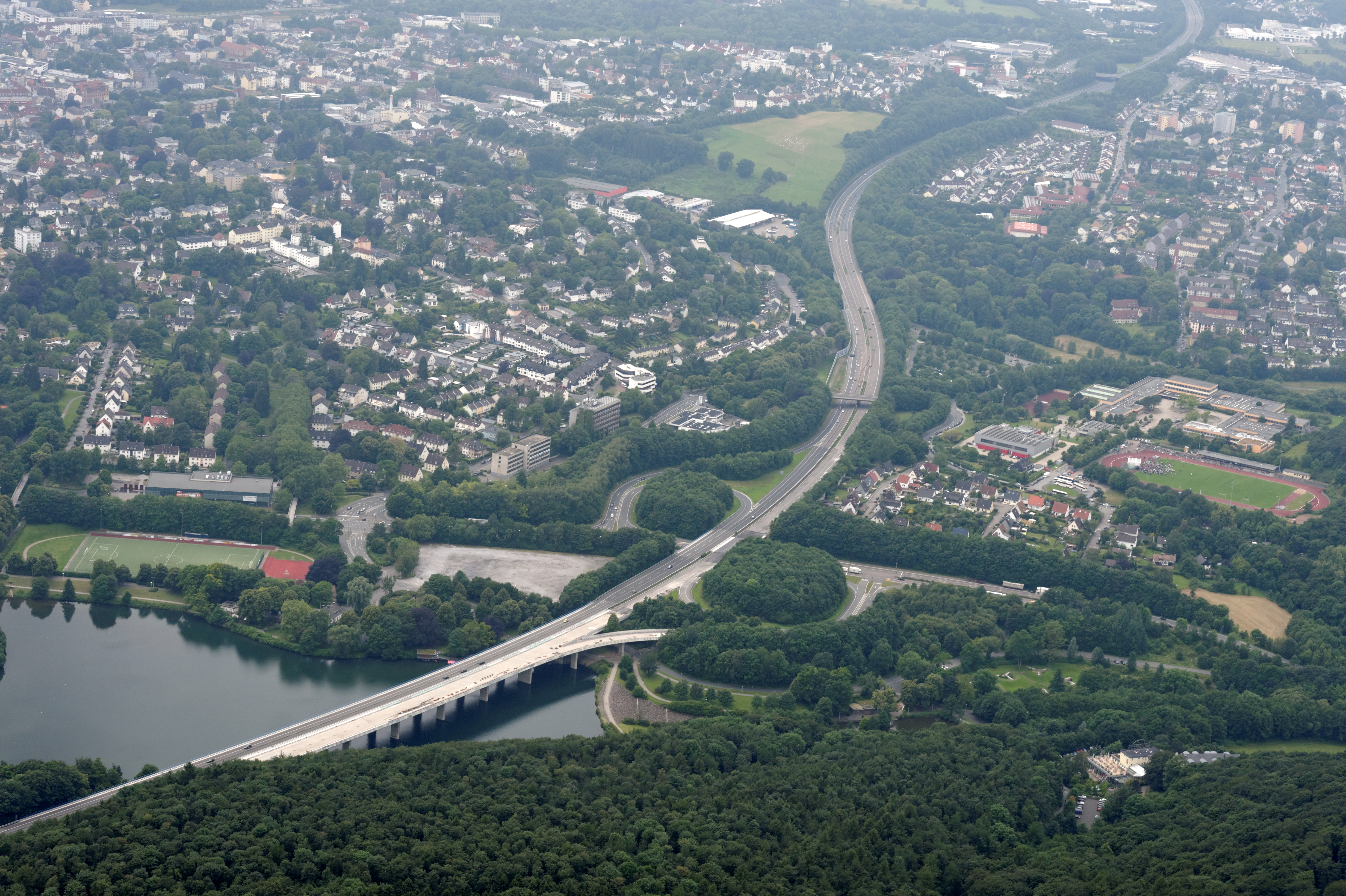
Streckenverlauf in Iserlohn
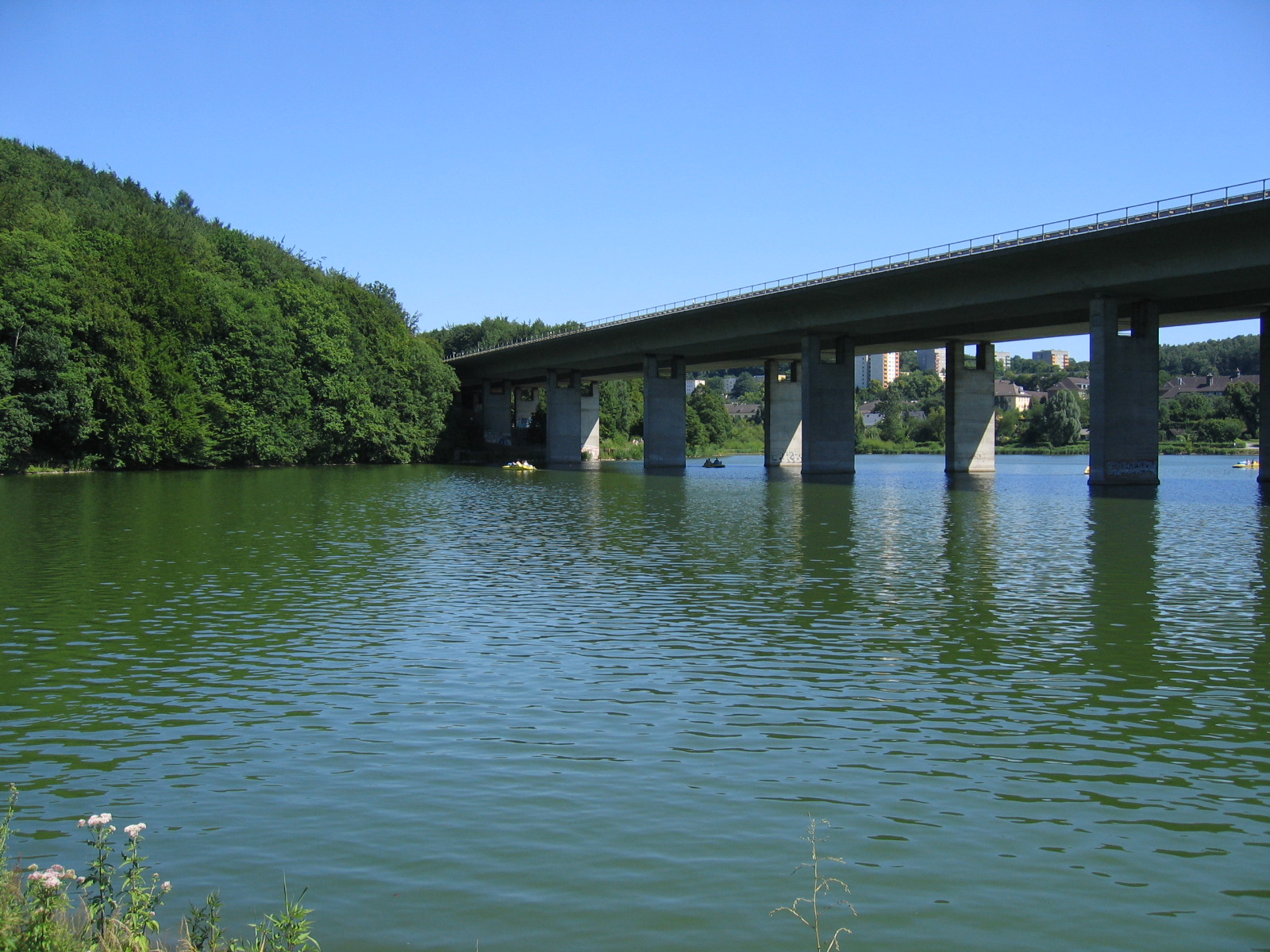
Brücke über den Seilersee

### Arnsberg–Bestwig
An der Anschlussstelle Neheim geht die Fahrbahn der von Werl her ins Hochsauerland führenden BAB 445 nahtlos in die der BAB 46 über. Sie führt am östlichen Hang des Ruhrtales entlang, an Arnsberg vorbei und quert zweimal den Fluss. In Arnsberg-Uentrop und zwischen Freienohl und Wennemen wurden Tunnelbauwerke errichtet, zudem befinden sich auf dem kompletten Streckenabschnitt aufgrund der gebirgigen Umgebung zahlreiche Talbrücken. Die Autobahn führt an Meschede vorbei und endet an der Anschlussstelle Olsberg.

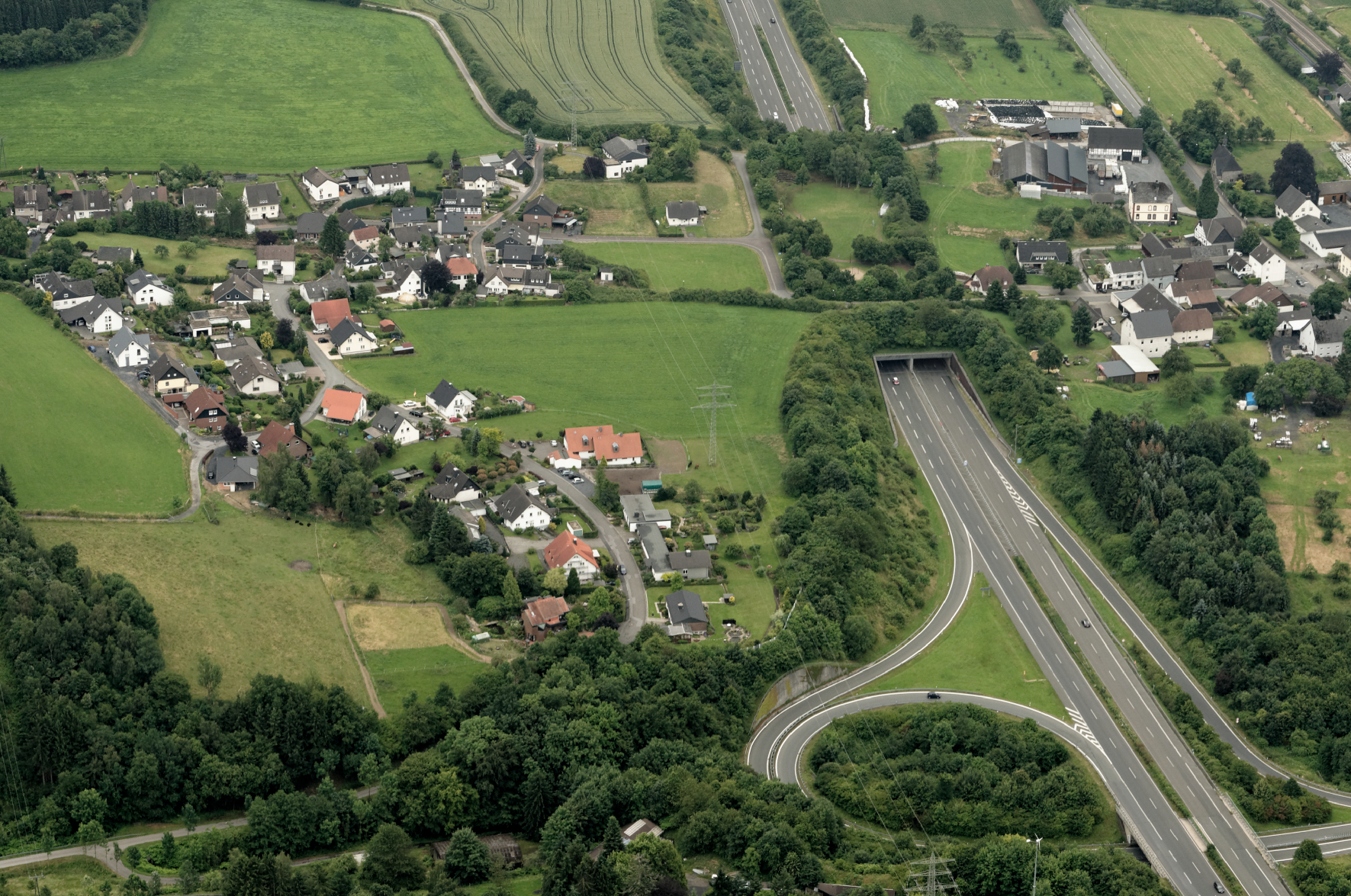
Tunnel Uentrop
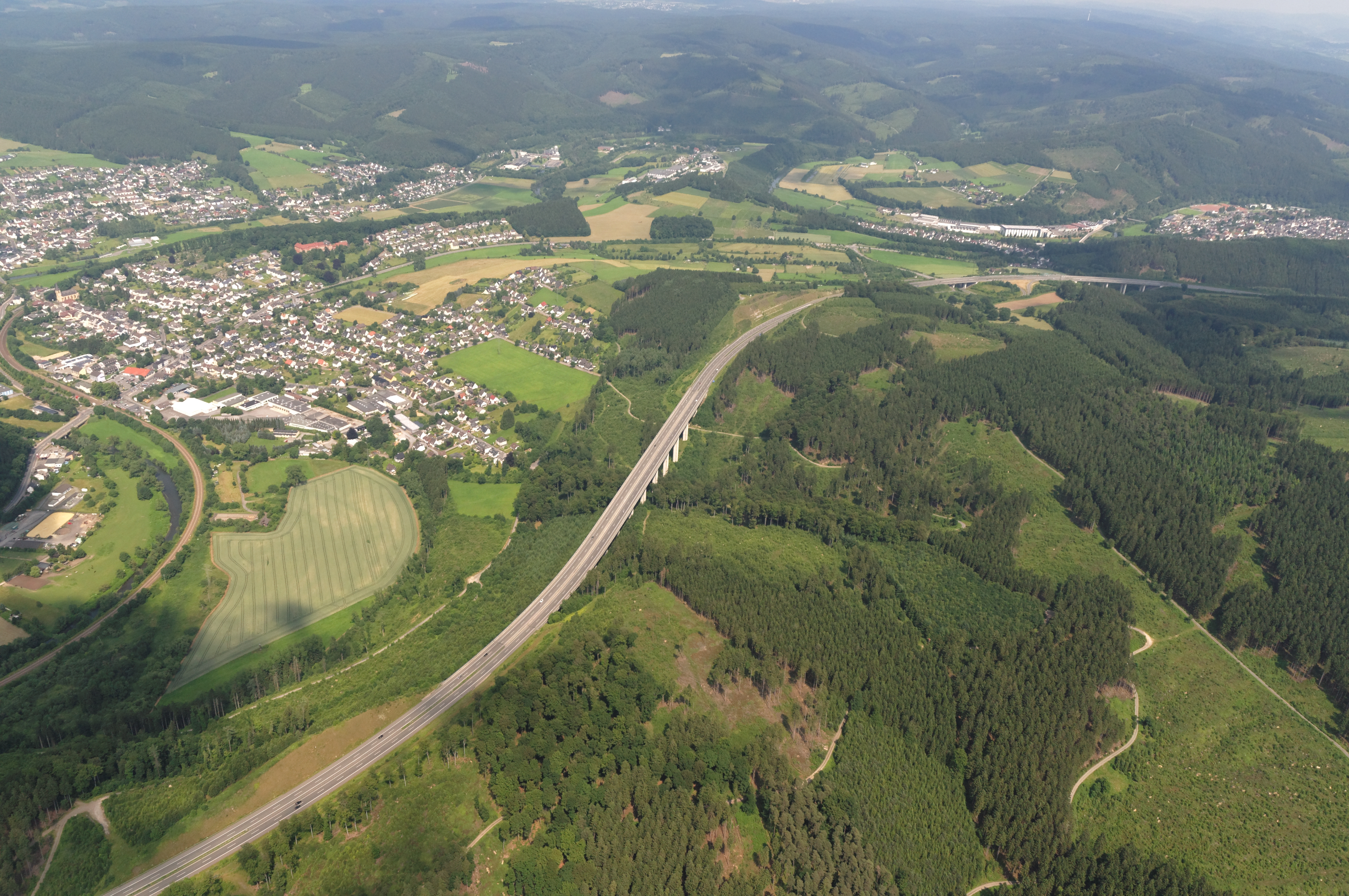
Verlauf östlich von Arnsberg
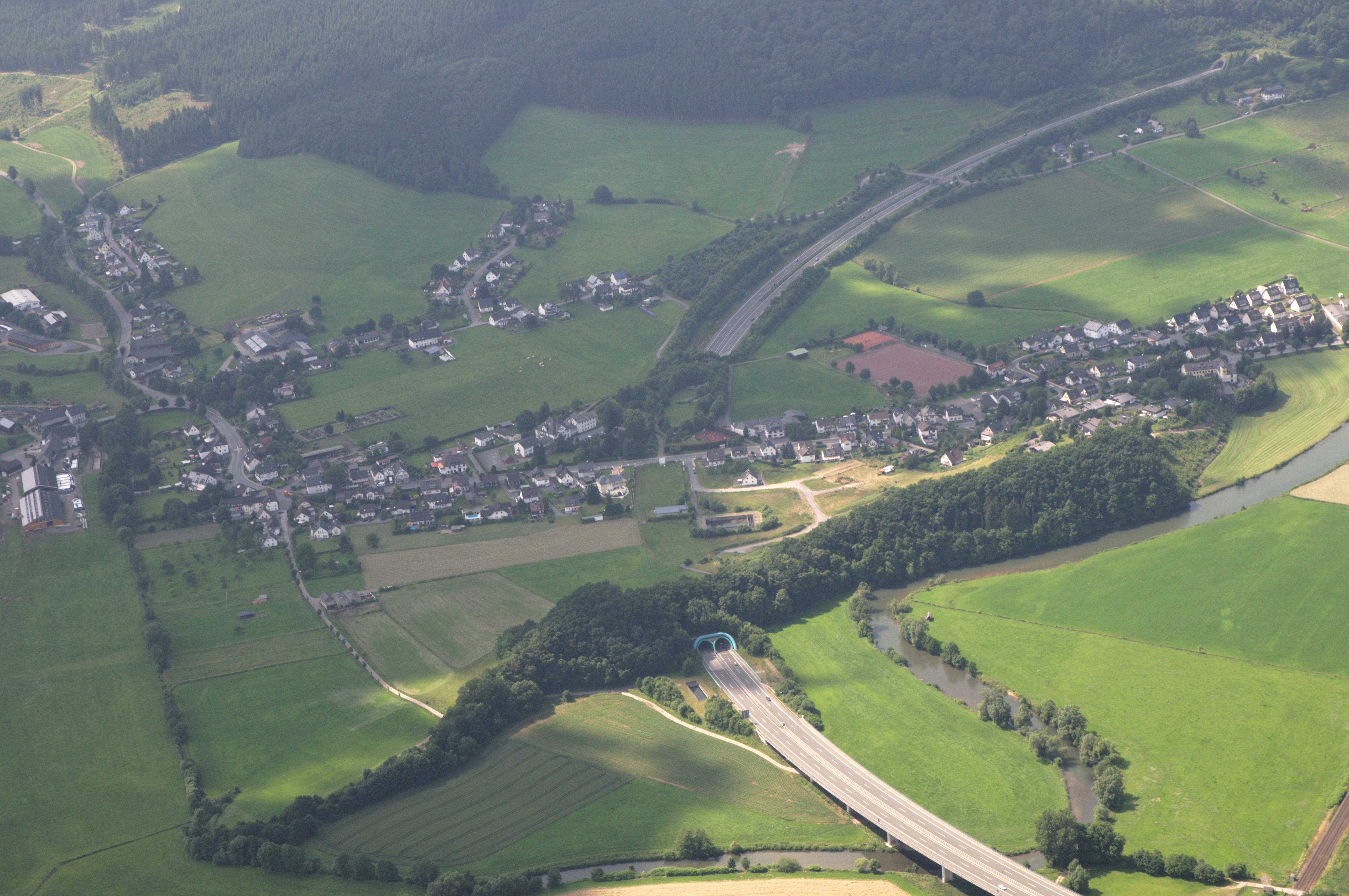
Tunnel Olpe

## Geschichte
Der mit Wirkung ab 1. Januar 1975 als Bundesautobahn 46 gewidmete Streckenzug umfasste mehrere Abschnitte mit zu diesem Zeitpunkt unterschiedlichem Planungs- und Realisierungsstand: Die Strecken Düsseldorf–Wuppertal und Jüchen–Neuss bildeten die ersten realisierten Teilstücke, zunächst als Bundesstraße gewidmet, ab Anfang der 1970er Jahre schließlich als Autobahn. In den 1970er Jahren folgten die Teilstücke von Jüchen nach Hückelhoven und von Hagen nach Hemer. Bis Mitte der 1980er Jahre wurde die Lücke zwischen Neuss und Düsseldorf geschlossen und die ersten Teilstücke zwischen Arnsberg und Brilon fertiggestellt. Die Fortführung nach Westen bis Heinsberg mit zweistreifiger B 56 an die niederländische Grenze und die Fertigstellung der Strecke Arnsberg–Olsberg wurden in den 2010er Jahren vollendet.

### Düsseldorf-Wersten – Wuppertal-Nord
Der Abschnitt zwischen Düsseldorf und Wuppertal war der erste realisierte der späteren BAB 46. Schon in den 1930er Jahren entstand mit der Autobahn Ruhrgebiet–Köln ein Anschluss der Stadt Düsseldorf ans Reichsautobahnnetz. Die Oberste Bauleitung Reichsautobahnen (OBR) Köln favorisierte eine stadtnahe und flachere Trasse, auf Wunsch der Stadt Düsseldorf wurde diese Strecke jedoch relativ weit östlich vom Stadtgebiet entfernt über die Höhen des Niederbergischen Landes geführt. Zur Anbindung der Stadt ans Autobahnnetz wurde ein Zubringer aus dem südlichen Stadtgebiet zur Reichsautobahn bei Hilden durch die rheinische Provinzialverwaltung finanziert. Die Anschlussstelle der Reichsautobahn trug daher den Namen Düsseldorf-Süd.
Eine Fortführung der Zubringerstrecke über Hilden hinaus nach Osten war zunächst nicht vorgesehen, da Wuppertal bereits an eine andere Reichsautobahnstrecke, die Ruhrtangente von Kamen nach Leverkusen, angebunden werden sollte. Ohnehin war Wuppertal wirtschaftlich eher nach Osten bzw. in Richtung Bergisches Land orientiert und weniger zum Rhein hin. Aufgrund des Zweiten Weltkriegs kam es auf der Ruhrtangente zu keiner Fertigstellung mehr. Erst nach dem Krieg, in den 1950er Jahren, begann mit dem Weiterbau am Autobahnnetz die schrittweise Fertigstellung dieser Autobahn.
Etwa zur selben Zeit plante das Landesstraßenbauamt Düsseldorf eine Umgehungsstraße um die Städte Hilden und Haan, um die B 228 zu entlasten, die mitten durch die Zentren beider Städte führte. Die 1951 festgelegte Trasse folgt einem alten Feldweg nördlich um beide Städte herum. Nach Erlass des Planfeststellungsbeschlusses begannen 1953 die Bauarbeiten für die Umgehungsstraße, nun als B 326, von der Autobahn Ruhrgebiet–Köln bis in Höhe der Stadtgrenze zu Wuppertal an der Ortslage Polnische Mütze. Die Wuppertaler Stadtgrenze wurde als Streckenende schnell verworfen und eine Weiterführung zum Westring in Angriff genommen. Nach vier Jahren Bauzeit wurde die Straße am 23. Juni 1956 für den Verkehr freigegeben.
Mitte der 1960er Jahre wurde die Zubringerstrecke zwischen Düsseldorf-Wersten und Vohwinkel um eine zweite Richtungsfahrbahn ergänzt und wies somit einen autobahnmäßigen Charakter auf. Hierfür wurde auch die Anschlussstelle der Autobahn Ruhrgebiet–Köln in einen planfreien Knotenpunkt (Autobahnkreuz in Kleeblattform) umgebaut. Der Knotenpunkt trug zunächst den Namen „Düsseldorf-Süd/Wuppertal-West“, mit Aufstufung der B 326 zur Autobahn wurde hieraus das „Autobahnkreuz Düsseldorf/Wuppertal“, das einige Jahre später in „Autobahnkreuz Hilden“ umbenannt wurde. Die westliche Einmündung der Strecke in die B 8 bei Düsseldorf-Wersten wurde über eine einbahnige Hochstraße gewährleistet, der Beginn der späteren Autobahn lag etwas östlich hiervon.
Die Durchbindung der Umgehungsstraße bis zur Ruhrtangente nördlich von Wuppertal wurde noch während der Realisierung des Abschnitts bis Vohwinkel geplant. Ohnehin war eine Trasse für eine nördliche Umgehungsstraße Wuppertals schon in den 1930er Jahren in Teilen freigehalten worden. Nicht zuletzt, um die B 7, die längs dem Stadtgebiet folgt, zu entlasten, wurden die Planungen dieser Straße vorangetrieben. Da das Gebiet am östlichen Ende der geplanten Verbindung deutlich geringer besiedelt war, begann man, die Trassenführung von Ost nach West schrittweise festzulegen. Im dichter bebauten Gebiet weiter westlich war eine Trassenfindung deutlich aufwändiger. Zwischen 1960 und 1964 wurde nach einer geeigneten Trasse gesucht, die schließlich in ihrem Verlauf südlich von Vohwinkel festgelegt wurde. Für die 19,5 km lange Strecke wurden zwischen 1962 und 1969 insgesamt 11 Planfeststellungsverfahren durchgeführt, um Übersichtlichkeit bei den die Trassierung betreffenden Einzelheiten zu bewahren.
Der Bau der zweibahnigen Schnellstraße begann 1963 am östlichen Ende an der Ruhrtangente und wurde zwei Jahre später, 1965, auch am westlichen Ende in Angriff genommen. Der ursprünglich geplante gleichzeitige Bau von Westen und Osten her konnte wegen der komplizierten Trassierung nicht beibehalten werden. Zahlreiche Straßen im Stadtgebiet mussten verlegt werden, die hügelige Topografie oberhalb des Tals der Wupper machte die Absicherung mehrerer Hänge und den Bau einiger Brückenbauwerke nötig. Zudem entstanden fünf Rastplätze an exponierten Stellen, 9 Anschlussstellen mit teilweise verkleinerten Radien und eine Rastanlage mit Tankstelle. Obwohl die Schnellstraße als (autobahnähnliche) Bundesstraße B 328 gewidmet worden war, betrieb die Gesellschaft für Nebenbetriebe an Bundesautobahnen von Beginn an die Anlage.

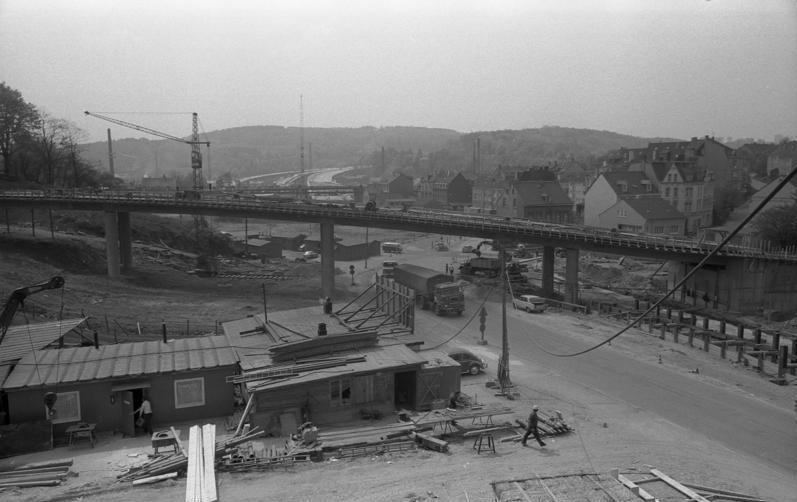
Straßenbau am Sonnborner Kreuz, 1971
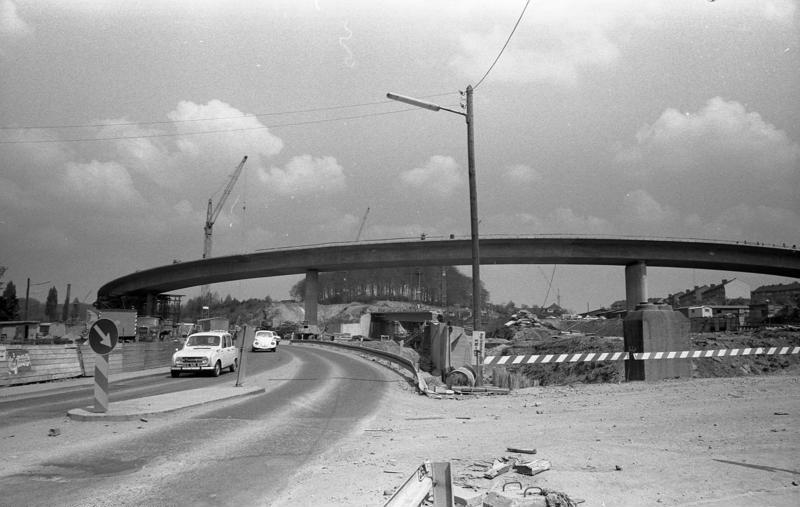
Eine der Verbindungsrampen im nördlichen Teil im Bau
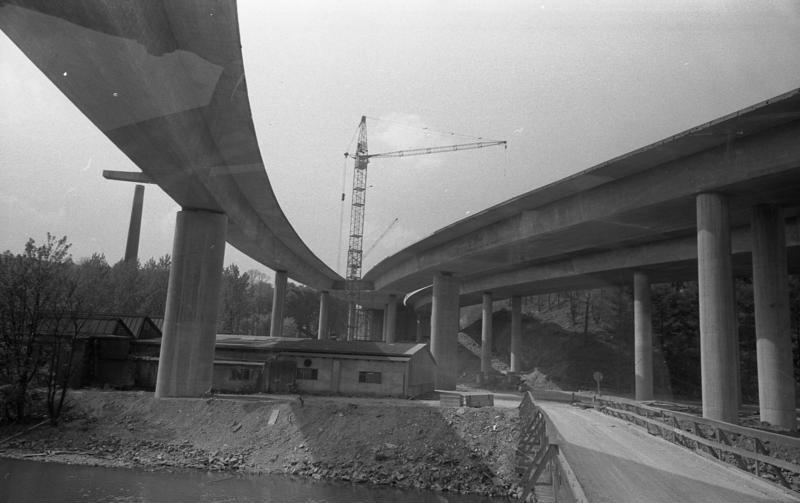
Mehrere parallel verlaufende Brücken
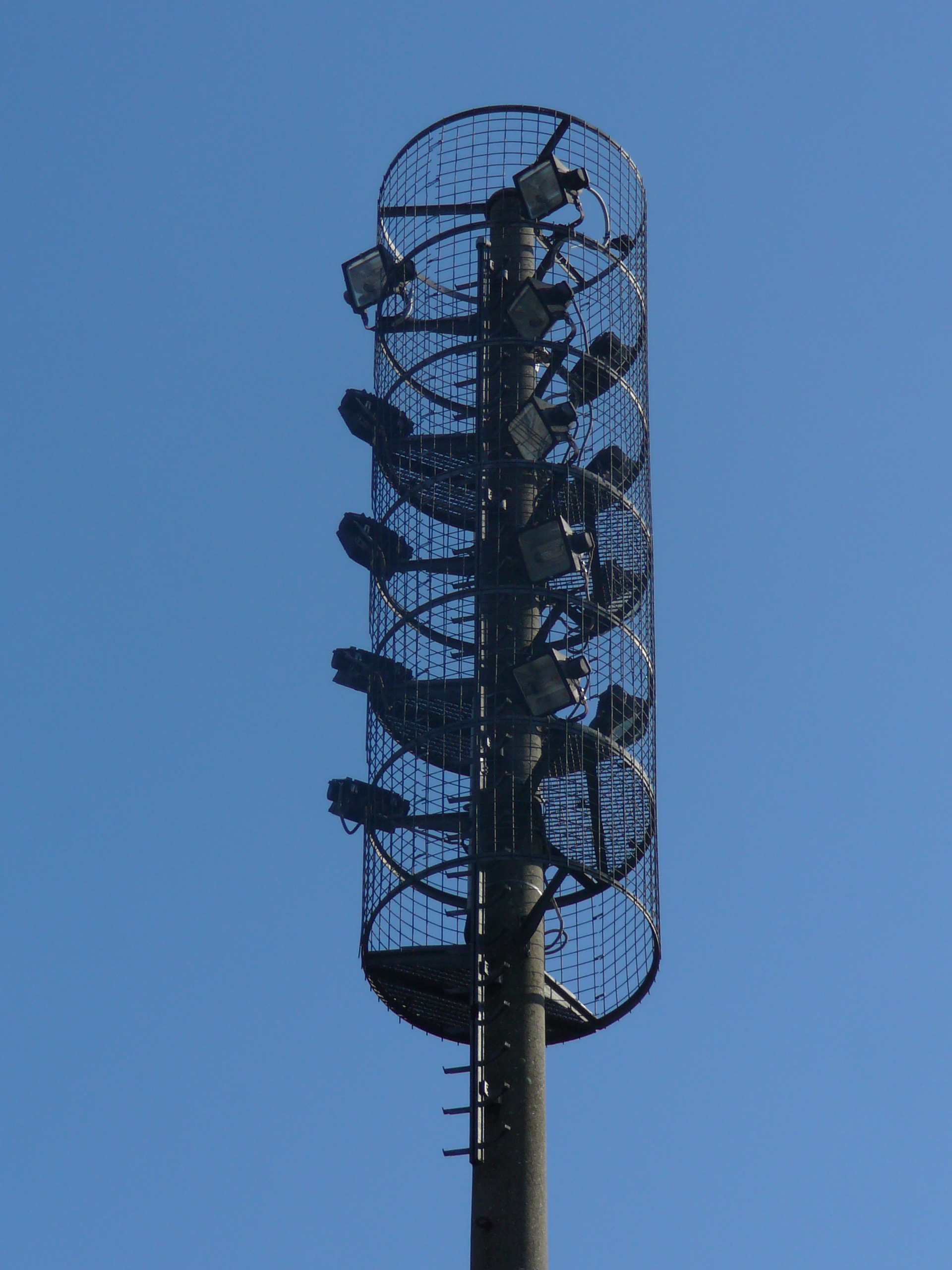
Einer der Betonmasten mit aufmontierten Strahlern

Der erste Abschnitt auf Wuppertaler Gebiet wurde 1966 fertiggestellt und führte von Wichlinghausen zur Ruhrtangente (Anschlussstelle Wuppertal-Nord). Zwei Jahre später, 1968, führte sie schon in westliche Richtung weiter bis Elberfeld. Im Juni 1968 begann schließlich der Bau des Sonnborner Kreuzes, eines aufwändigen Straßenknotenpunkts. Auf engem Raum mussten mehrere Stadtstraßen verlegt, die Wupper auf rund 2 km Länge abgesenkt, die Schwebebahntrasse angehoben und die Bahnstrecke Düsseldorf–Elberfeld gekreuzt werden. Mehrere Häuser im Sonnborner Ortskern und die Sonnborner Kirche wurden im Zuge des Autobahnbaus abgerissen. Aufgrund der Schwebebahn war die Realisierung von Rampen nicht möglich, stattdessen entwarf man ein langgezogenes Kreuzungsbauwerk mit mehreren Parallelfahrbahnen. Um den Autofahrern die Orientierung zu erleichtern, stellte man innenbeleuchtete Wegweiser auf und errichtete 52 Betonmasten, auf denen insgesamt 656 Strahler installiert waren, mit denen sowohl die Fahrbahnen des Kreuzes als auch umliegende Straßen nachts hell erleuchtet wurden.
Im Jahr 1972 wurde der Streckenzug Düsseldorf-Wersten – Wuppertal-Nord zur Autobahn heraufgestuft und hieß fortan Bundesautobahn 201. Wie damals üblich, wurden die Autobahnnummern nur intern verwendet, die Wegweiser wiesen nur auf Europastraßen hin. Im Endausbau sollte die A 201 von Aachen über Neuss, Düsseldorf, Wuppertal, und Hagen nach Arnsberg führen und entsprach in großen Teilen schon dem Verlauf der späteren BAB 46.
Der südliche Teil des Kreuzes, die auf die L 418 führende Gabelung, wurde am 2. Oktober 1970 eröffnet. Östlich des Autobahnkreuzes wurde die Strecke bis Elberfeld 1972 dem Verkehr übergeben. Bis alle Fahrbahnen im Sonnborner Kreuz nutzbar waren, dauerte es noch einige Zeit, offizielle Eröffnung des Kreuzes war der 16. Mai 1974. Somit war die Autobahn von Düsseldorf bis hinter Wuppertal durchgehend befahrbar.

### Jüchen – Neuss
In den 1960er Jahren plante man den Bau einer leistungsfähigen Schnellstraße zwischen Aachen und Neuss entlang der B 1. Ab 1971 war die EB 1 im Bedarfsplan des Gesetzes über den Ausbau der Bundesfernstraßen in den Jahren 1971 bis 1985 aufgeführt. Der Bau der entsprechend als Ersatzbundesstraße 1 (EB 1) bezeichneten Straße begann allerdings schon 1965 zwischen Jackerath und Hemmerden. Der Ausbau der Trasse entsprach schon weitgehend dem einer Autobahn, war aber zunächst noch nicht als solche gewidmet. Der erste fertiggestellte Abschnitt war 1968 der zwischen dem Kreuz Aachen und Alsdorf. Bis 1972 war der Abschnitt von Jackerath nach Hemmerden fertiggestellt, 1975 folgten die restlichen Abschnitte von Alsdorf bis Jackerath und von Hemmerden bis Neuss, letztgenannter direkt auf der Trasse der alten B 1. Die Eröffnung der Gesamtstrecke fand nicht mehr unter der Bezeichnung EB 1, sondern bereits als Autobahn statt – seit 1973 war die Neubaustrecke Bestandteil der Bundesautobahn A 201.
Mit dem im Jahr 1975 eingeführten neuen Nummernsystem für Bundesautobahnen wurde der Abschnitt Jüchen–Holzheim Teil der BAB 46. Lediglich das letzte Stück von der Anschlussstelle Neuss-Holzheim zum Anschluss an die BAB 57 wurde trotz des zweibahnigen Ausbaus nicht zur Autobahn umgewidmet und behielt die Bezeichnung B 1, da die Anschlussstelle Neuss der BAB 57 zu diesem Zeitpunkt noch höhengleich und ampelgeregelt war. Die Weiterführung der BAB 46 sollte ohnehin südlich an Neuss vorbei nach Osten gelenkt werden.
Mit Fertigstellung des ersten Abschnitts der nach Heinsberg weiterführenden Strecke und dem Autobahnkreuz Holz im Jahr 1977 entstand hier der Übergang zwischen den Bundesautobahnen 44 und 46. Bis heute ist aufgrund der durchgehenden Fahrbahn Aachen–Neuss die ursprüngliche Planung als Ersatzbundesstraße bzw. Autobahn zwischen beiden Städten erkennbar.

### (Selfkant –) Heinsberg – Jüchen
Eine Querverbindung von der EB 1 bei Jüchen und einer geplanten Westumgehung von Mönchengladbach erscheint schon in den 1960er Jahren in den Planungen. 1972 war eine Fortführung dieser Straße als „Bundesstraße 1109“ zur niederländischen Grenze bei Brunssum vorgesehen. Im Abschnitt zwischen der B 221 südlich von Heinsberg und Jüchen liefen diese Planungen ab 1973 als Autobahn A 205, später war eine Fortführung in Richtung Brunssum nicht mehr vorgesehen, der Endpunkt der Planung lag fortan an der B 221.
Im östlichsten Abschnitt zwischen Wanlo und der ehemaligen EB 1 bei Jüchen – diese wurde zur Autobahn A 201 hochgestuft – begann Anfang der 1970er Jahre der Bau, der zusammen mit der Autobahn Venlo–Mönchengladbach, der heutigen BAB 61, durchgeführt wurde. 1977 war der 6 km lange Abschnitt zusammen mit zwei neuen Autobahnkreuzen (Kreuz Wanlo bzw. Holz) fertiggestellt und, nach der Einführung des neuen Nummernsystems im Jahr 1975, als BAB 46 ausgewiesen.
Der nächste, 15 km lange Abschnitt vom Kreuz Wanlo über Erkelenz bis Hückelhoven wurde am 17. Dezember 1979 für den Verkehr freigegeben. Der Weiterbau um 10,6 km bis Heinsberg zog sich über mehrere Jahre hin und wurde am 26. Februar 1996 fertiggestellt.

### Neuss-Süd – Düsseldorf-Wersten
Anfang der 1970er Jahre plante man einen weiteren Autobahnzubringer nach Düsseldorf, der von der Autobahn Krefeld–Köln (damals A 14) abzweigen und die südlichen Stadtteile anbinden sollte. Die als „Autobahn 14z“ bezeichnete Zubringerstrecke sollte bis zum Südring in Bilk (B 326) führen und dort enden. Eine mögliche Anbindung an die in Wersten beginnende Autobahnstrecke nach Wuppertal war noch kein Bestandteil der Planungen. Zwar war das Düsseldorfer Stadtgebiet bereits über die B 1 am damaligen Dreieck Neuss, heute Anschlussstelle Neuss-Hafen, erreichbar, jedoch war ab 1975 mit Einführung der Bundesautobahnstrecke BAB 46 eine Durchbindung der von Aachen kommenden B1-Strecke weiter zum bestehenden Autobahnteilstück nach Wuppertal vorgesehen. Diese war auch als Entlastung der bestehenden Rheinbrücke der B 1 (damals Südbrücke, seit 2006 Josef-Kardinal-Frings-Brücke) vorgesehen.
Die Bauarbeiten für die neue Rheinbrücke begannen 1976. Drei Jahre später war die Fleher Brücke, bis heute die größte Schrägseilbrücke Deutschlands, baulich fertiggestellt und wurde am 3. November 1979 für den Verkehr freigegeben. Zu diesem Zeitpunkt fehlte allerdings noch das kurze Stück zwischen der Anschlussstelle Neuss-Uedesheim und der BAB 57 mit dem damals als Autobahnkreuz geplanten, heutigen Autobahndreieck Neuss-Süd. Dieses kurze Stück wurde erst 1983 fertiggestellt. Bedingt durch die erst einige Jahre später erfolgte Anbindung an das restliche Autobahnnetz war die Brücke noch Anfang der 1980er Jahre versehentlich nicht in einigen Kartenwerken verzeichnet. Im selben Jahr wie die Anbindung an die BAB 57 wurde auch die Anbindung an die B 8 in Wersten fertiggestellt. Dabei wurde der Campus der Universität Düsseldorf auf rund 1000 m Länge untertunnelt.
Ein zweites Tunnelbauwerk entstand aus Lärmschutzgründen, als man die beiden noch getrennten Abschnitte der BAB 46 in Wersten miteinander verband. Zu diesem Zeitpunkt führte die Verlängerung der Wuppertaler Strecke noch über eine Hochstraße zur Kreuzung mit der B 8, dem sogenannten Werstener Kreuz. Beim Umbau des dortigen Straßennetzes wurde die Hochstraße abgerissen und ein rund 860 m langer Tunnel unterhalb des Straßenniveaus gebaut. Der Fluss Südliche Düssel musste auf mehreren Kilometern Länger verlegt werden. Vollendet wurde der Lückenschluss im Düsseldorfer Stadtgebiet schließlich 1986.

### Hagen – Hemer
Ende der 1950er Jahre war eine leistungsfähige Anbindung des Lennetals mit den Städten Hagen, Hohenlimburg, Letmathe und Iserlohn vorgesehen. Dieses Projekt, auch als „Nordtangente Hohenlimburg – Letmathe – Iserlohn“ bezeichnet, stand im Zusammenhang mit der damals kurz vor Planungsabschluss stehenden Autobahn Dortmund–Gießen (Sauerlandlinie) und sollte selbst als vierstreifige Ersatzbundesstraße zur B 7 geführt werden. Ab 1960 entwarf man den Verlauf der Neubaustrecke, deren Linienführung am 16. August 1965 durch Bundesverkehrsminister Hans-Christoph Seebohm bestimmt wurde.
Die letztlich realisierte Strecke war ein Kompromiss aus leistungsfähiger Durchgangsstraße und Entlastungsstrecke für den lokalen Verkehr. So beträgt der Abstand der Anschlussstellen im Durchschnitt vier Kilometer, weit geringer als bei den meisten Autobahnen. Sie verläuft auch relativ dicht am bebauten Stadtgebiet, was durch die Lage der Städte im Lennetal ohnehin bedingt war. Östlicher Endpunkt der Strecke lag zunächst am Seilersee, später weiter östlich an der Stadtgrenze zu Hemer. Um eine Zerschneidung sowohl des Seilerwalds als auch des nordöstlichen Iserlohner Stadtgebiets zu vermeiden, führte man die Autobahn über eine Brücke quer über den See.
Der Bau der zunächst als Bundesstraße 7n gewidmeten Strecke wurde etappenweise von West nach Ost durchgeführt. Im Jahr 1966 begannen die Bauarbeiten am westlichen Ende der Strecke, dem heutigen Autobahnkreuz Hagen. Diese wurden gleichzeitig mit dem Bau der Sauerlandlinie zwischen Hagen und Lüdenscheid durchgeführt. Der erste Abschnitt vom Kreuz Hagen bis zur heutigen Anschlussstelle Hagen-Elsey (damals Hohenlimburg-Ost, Hohenlimburg wurde erst 1975 nach Hagen eingemeindet) wurde nach zwei Jahren Bauzeit am 12. Dezember 1968 (ca. 6,5 km) fertiggestellt, gleichzeitig mit der Strecke Hagen–Lüdenscheid der Sauerlandlinie. Nördlich von Hagen bis zum Westhofener Kreuz war diese schon 1967 freigegeben worden. Ab 1969 wurde im mittleren Abschnitt bis Iserlohn gebaut. Endpunkt war die heutige Anschlussstelle Iserlohn-Zentrum, damals Iserlohn-West. Der Bau dieser Strecke dauerte rund fünf Jahre, sodass erst am 21. November 1974 die Autobahn bis Iserlohn reichte. Mit der Einführung des Autobahn-Nummernsystems zum 1. Januar 1975 war die Strecke Bestandteil der BAB 46.
Der letzte realisierte Abschnitt von Iserlohn bis Hemer wurde ab 1973 gebaut und am 4. Mai 1976 eröffnet. Trotz der kurzen Streckenlänge waren die Brücke über den Seilersee und der Geländeeinschnitt unmittelbar östlich davon aufwändig zu errichten. Das östliche Ende, die Anschlussstelle Hemer, wurde bereits mit Vorleistungen für einen Weiterbau nach Osten in Richtung Arnsberg realisiert.

### Neheim – Brilon
Schon in den 1950er Jahren gab es für Neheim-Hüsten, Bruchhausen und Brilon Planungen für Umgehungsstraßen, die den Verkehr aus den Ortszentren und dem Ruhrtal herausnehmen sollten. Zwischen 1959 und 1963 wurde die Umgehungsstraße Neheim-Hüsten schließlich realisiert, dies bereits als zweibahnige Schnellstraße mit drei Anschlussstellen ausgeführt war. Eine durchgehende Schnellstraße von Neheim-Hüsten über Arnsberg, Meschede und Bestwig nach Brilon war auf Basis dieser Pläne ab 1972 als Neubau der Bundesstraße 7 (B 7n) geplant, zusammen mit der bereits in den 1970er Jahren fertiggestellten Strecke Hagen–Hemer und dem bis heute nicht realisierten Lückenschluss von Hemer über Menden nach Neheim.
Der Nutzen dieser Schnellstraße war besonders im Oberen Ruhrtal umstritten, wo das Verkehrsaufkommen für einen Schnellstraßenneubau ins dünnbesiedelte Hochsauerland eher gering war. Vielmehr versuchte die lokale Politik hier, die abstrakt gehaltenen Ziele des sogenannten Leber-Plans zu realisieren, die aufgrund der Finanzierung aus Bundesmitteln befürwortet und von den Behörden mit rigorosen Mitteln und teilweise verfahrensrechtlichen Fehlern durchgesetzt wurden.
Im Bedarfsplan des Zweiten Gesetzes vom 25. August 1980 zur Änderung des Gesetzes über den Ausbau der Bundesfernstraßen in den Jahren 1971 bis 1985 (BGBl. 1980, Teil I, S. 1614) war der komplette Streckenzug Hagen–Brilon als durchgehender Autobahnneubau und Bestandteil der Bundesautobahn 46 in Dringlichkeitsstufe I aufgeführt. Der Übergang von Autobahn zur Bundesstraße, in diesem Fall die B 480, war erst im Briloner Raum vorgesehen, sodass die B 7 auf kompletter Länge bis Brilon durch die BAB 46 ersetzt worden wäre.
Unmittelbar nach Verabschiedung des Bedarfsplans begannen zwischen Meschede und Velmede die Bauarbeiten für das erste Teilstück der neuen Autobahnstrecke. Zwischenzeitlich war die Fortführung der Autobahn bis Brilon aufgrund einer Finanzmittelkürzung für den Schnellstraßenbau fallen gelassen worden, jedoch setzten sich die anliegenden Gemeinden in einer Resolution von März 1982 für die Wiederaufnahme der Pläne ein, um den Durchgangsverkehr aus ihren Orten herauszuhalten. Am 27. August 1985 wurde das 5,5 km lange Teilstück Meschede–Velmede (Anschlussstelle Bestwig) für den Verkehr freigegeben. Letztgenannte Anschlussstelle wurde bereits mit Vorleistungen für den Weiterbau in Richtung Brilon realisiert.
Im Dritten Gesetz vom 21. April 1986 zur Änderung des Gesetzes über den Ausbau der Bundesfernstraßen (BGBl. 1986, Teil I, S. 557) wurden die BAB-46-Pläne stark modifiziert. Die zweibahnige Strecke Hemer–Neheim war nur noch als „weitere Planung“ aufgeführt, hingegen ein einbahniger Ausbau von Hemer bis Menden im vordringlichen Bedarf. Der Weiterbau von Velmede nach Brilon war nur noch bis zur nächsten Anschlussstelle bei Nuttlar als Autobahn geplant, zumal an der Anschlussstelle Bestwig hierzu Vorleistungen existierten, die weitere Strecke bis Brilon war nur noch als einbahniger Neubau der B 7 aufgeführt.
In den folgenden Jahren wurden weitere Teilstücke der oberhalb des Ruhrtals verlaufenden Autobahn fertiggestellt. 1987 wurde die Umgehungsstraße Neheim-Hüsten auf Autobahnstandard ausgebaut und zur BAB 46 umgewidmet. Seit 1984 besteht über die BAB 445 ein Anschluss an das restliche deutsche Autobahnnetz. 1988 folgte der Abschnitt Wennemen–Meschede und 1991 der Abschnitt Hüsten–Arnsberg-Ost. Der aufwändiger zu bauende Abschnitt zwischen Arnsberg-Ost und Wennemen folgte später, da mehrere große Brücken- und einige Tunnelbauwerke errichtet werden mussten: Freienohl–Wennemen 1999 und Arnsberg-Ost–Freienohl am 20. Oktober 2003.
Für den letzten noch als Autobahn zu realisierenden Abschnitt Velmede (Anschlussstelle Bestwig)–Nuttlar (Anschlussstelle Olsberg) wurde das Planfeststellungsverfahren am 10. August 2006 eingeleitet. Zwischenzeitlich wurde dies auch in den neuen Bundesverkehrswegeplan 2003 mit aufgenommen, ebenso wie der noch nicht realisierte Abschnitt Hemer–Neheim und die Weiterführung als einbahnige B 7 nach Brilon. Am 31. Oktober 2008 wurde der Planfeststellungsbeschluss verabschiedet. Der erste Spatenstich für den Abschnitt Bestwig–Olsberg wurde am 4. September 2009 gesetzt.
Der Bau dieser nur 5,4 km langen Strecke zog sich über zehn Jahre hinweg. Für die Autobahn selbst mussten zwei aufwändige Talbrücken errichtet werden, darunter die höchste Talbrücke Nordrhein-Westfalens, die 115 m hohe Talbrücke Nuttlar. Auch die Zubringerstrecke zur Anschlussstelle weist zwei große Brückenbauwerke auf. Die Streckenführung am Hang oberhalb des Ruhrtals machte aufwändige Sicherungsmaßnahmen notwendig. Die Talbrücke Nuttlar war schon im September 2013 im Überbau fertiggestellt. Feierliche Eröffnung des Abschnitts war schließlich am 18. November 2019.

### Liste der Verkehrsfreigaben
| Abschnitt                                                  | Jahr       | km      | Bemerkungen                                                                                         |
| ---------------------------------------------------------- | ---------- | ------- | --------------------------------------------------------------------------------------------------- |
| AS Heinsberg – AS Hückelhoven-Ost                          | 1996       | 10,6 km | Umbau der AS Heinsberg am westlichen Ende bis 2017 (Fertigstellung B 56n)                           |
| AS Hückelhoven-Ost – Kreuz Mönchengladbach-Wanlo           | 1979       | 15,0 km | |
| Kreuz Mönchengladbach-Wanlo – Kreuz Holz                   | 1977       | 6,0 km  | Erweiterung auf 6 Spuren wegen Tagebau Garzweiler gemeinsam als BAB 46 & BAB 61                     |
| (Jackerath –) Kreuz Holz – Hemmerden                       | ca. 1970   | 7,6 km  | als Bundesstraße EB 1, ab 1972 Autobahn A 201, ab 1975 BAB 46                                       |
| Hemmerden – AS Neuss-Holzheim                              | 1975       | 7,7 km  | |
| AS Neuss-Holzheim – Kreuz Neuss-West                       | 2007       | 2,3 km  | Heraufstufung der seit 1975 bestehenden EB 1 nach Fertigstellung des Autobahnkreuzes mit der BAB 57 |
|                                                            |            |         | |
| Dreieck Neuss-Süd – Neuss-Uedesheim                        | 1983       | 1,6 km  | |
| Neuss-Uedesheim – Düsseldorf-Bilk                          | 1979       | 3,5 km  | |
| Düsseldorf-Bilk – westl. AS Düsseldorf-Wersten             | 1983       | 1,4 km  | |
| westl. AS Düsseldorf-Wersten – östl. AS Düsseldorf-Wersten | 1986       | 2,1 km  | |
| östl. AS Düsseldorf-Wersten – westl. Sonnborner Kreuz      | ca. 1960er | 16,0 km | Ausbau der 1956 fertiggestellten B 326, ab 1972 Autobahn A 201, ab 1975 BAB 46                      |
| westl. Sonnborner Kreuz – östl. Sonnborner Kreuz           | 1974       | 1,5 km  | |
| östl. Sonnborner Kreuz – AS Wuppertal-Elberfeld            | 1972       | 5,7 km  | als A 201, ab 1975 BAB 46                                                                           |
| AS Wuppertal-Elberfeld – AS Wuppertal-Wichlinghausen       | 1968       | 4,3 km  | als B 328, ab 1972 Autobahn A 201, ab 1975 BAB 46                                                   |
| AS Wuppertal-Wichlinghausen – Kreuz Wuppertal-Nord         | 1966       | 5,2 km  | als B 328, ab 1972 Autobahn A 201, ab 1975 BAB 46                                                   |
|                                                            |            |         | |
| Kreuz Hagen – AS Hagen-Elsey                               | 1968       | 4,6 km  | als A 201, ab 1975 BAB 46                                                                           |
| AS Hagen-Elsey – AS Iserlohn-Zentrum                       | 1974       | 7,1 km  | als A 201, ab 1975 BAB 46                                                                           |
| AS Iserlohn-Zentrum – AS Hemer                             | 1976       | 3,9 km  | |
|                                                            |            |         | |
| AS Neheim – AS Hüsten                                      | 1987       | 2,7 km  | Ausbau der 1963 gebauten Umgehungsstraße                                                            |
| AS Hüsten – AS Arnsberg-Ost                                | 1991       | 7,5 km  | |
| AS Arnsberg-Ost – AS Freienohl                             | 2003       | 4,2 km  | |
| AS Freienohl – AS Wennemen                                 | 1999       | 4,4 km  | |
| AS Wennemen – AS Meschede                                  | 1988       | 7,4 km  | |
| AS Meschede – AS Bestwig                                   | 1985       | 5,5 km  | |
| AS Bestwig – AS Olsberg                                    | 2019       | 5,4 km  | |

## Aktueller Stand und weiterer Ausbau

### Selfkantautobahn
Der ursprünglich als Teil der A 46 vorgesehene Abschnitt zwischen der Staatsgrenze bei Sittard mit Anschluss an die niederländische N 297 und der Anschlussstelle Heinsberg (A 46 / B 221) ist im Bundesverkehrswegeplan 2003 nur noch als zweistreifige B 56n zum Bau vorgesehen. Diese Strecke sollte schon in den 1970er Jahren nur noch als zweistreifige B 1109 ausgeführt werden, zudem ohne Fortsetzung in Richtung Staatsgrenze. Nach dem Zweiten Gesetz vom 25. August 1980 zur Änderung des Gesetzes über den Ausbau der Bundesfernstraßen in den Jahren 1971 bis 1985 (BGBl. 1980, Teil I, S. 1614) war der Bau der Autobahn nur bis zum geplanten Kreuz mit der A 56 bei Heinsberg beabsichtigt und damit nicht mehr bis zum Anschluss an die B 221. Die Strecke Gangelt – AK südlich Heinsberg blieb als Bundesstraße 1109 im Bedarfsplan und wurde der Dringlichkeitsstufe I zugeordnet. Das Dritte Gesetz vom 21. April 1986 zur Änderung des Gesetzes über den Ausbau der Bundesfernstraßen (BGBl. 1986, Teil I, S. 557) brachte erhebliche Veränderungen: Der Abschnitt Hückelhoven – Heinsberg (B 221) war nur noch einbahnig im vordringlichen Bedarf eingestellt, die 2. Fahrbahn lediglich als weitere Planung enthalten. Auch die Strecke Heinsberg – Gangelt war nur als B 1109 in der weiteren Planung vorgesehen. Im Bundesverkehrswegeplan 2003 ist der Teilabschnitt von der Bundesgrenze D/NL bei Sittard bis nach Heinsberg als dreistreifige Bundesstraße 56 zur Ausführung eingestellt. Am 2. Mai 2017 wurde der dritte und letzte Abschnitt dem Verkehr übergeben.
Ein erster Teilabschnitt von der Staatsgrenze bis zur L 410 (ehemalige niederländische Durchgangsstraße) wurde Ende 2008 für den Verkehr freigegeben. Es folgte ein weiterer Teilabschnitt bis Gangelt-Vinteln mit Anschluss an die Kreisstraße 13, der am 22. Juli 2011 übergeben wurde. Das dritte und letzte Teilstück zwischen Gangelt-Vinteln und der AS Heinsberg wurde im Dezember 2011 in Angriff genommen und am 2. Mai 2017 dem Verkehr übergeben.
Die gesamte Strecke wird mit einer wechselnden 2+1-Verkehrsführung errichtet.
- Staatsgrenze D/NL – Landesstraße 410 im Selfkant: 2008 (6 km)
- Landesstraße 410 – Gangelt-Vinteln: 2011 (4,2 km)
- Gangelt-Vinteln bis AS Heinsberg: 2017 (8,8 km)

### Abschnitt AS Heinsberg – AK Wuppertal-Nord
Der bereits fertiggestellte Streckenabschnitt verläuft von der AS Heinsberg über Mönchengladbach, Neuss, Düsseldorf zum AK Wuppertal-Nord.
Die ursprüngliche Planung, die A 46 ab der AS Neuss-Holzheim (A 46 / B 230) südlich um die Neusser Ortsteile Holzheim, Weckhoven und Norf zum Autobahnkreuz Neuss-Süd zu führen, wurde aufgegeben. Stattdessen erfolgte zwischen den AS Neuss-West und dem AK Neuss-Süd der Ausbau der A 57, der Umbau der AS Neuss-West zu einem Autobahndreieck und ein Ausbau des Abschnittes zwischen der AS Neuss-Holzheim und dem AD Neuss-West. Der Abschnitt zwischen dem AD Neuss-West und dem AD Neuss-Süd wurde mit den Nummern A 46/57 ausgewiesen.
Seit September 2018 ist die A 61 aufgrund des weiter fortschreitenden Tagebaus Garzweiler II gesperrt. Da die A 46 seitdem den umgeleiteten Verkehr vom Dreieck Wanlo über das Kreuz Holz bis zum Dreieck Jackerath aufnehmen muss, wurde sie zwischen Wanlo und Holz von zwei auf drei Fahrstreifen je Fahrtrichtung verbreitert. Ein Wiederaufbau der Bundesautobahn 61 war nach Fortschreiten des Tagebaus ab 2035 vorgesehen, ist jedoch seit spätestens 2022 nicht mehr geplant. Hintergrund ist, dass durch den Kohleausstieg 2030 die Autobahn aufgrund der
veränderten Geometrie und Lage des Tagebaurestsees nicht wie vorgesehen wiederhergestellt werden kann.

### Abschnitt AK Wuppertal-Nord – AK Hagen
Der ursprünglich geplante Lückenschluss zwischen Wuppertal-Nord und Hagen, der eine Trasse entlang des Tals der Ennepe zwischen Schwelm und Hagen vorsah sowie an keiner Stelle mehr als drei Kilometer südlich der parallel verlaufenden A 1 projektiert war, wird gegenwärtig nicht weiter verfolgt.

### Abschnitt AK Hagen – Arnsberg-Neheim
Zwischen AK Hagen und AS Hemer ist die A 46 fertiggestellt.
Für die bestehende Lücke zwischen der AS Hemer und der Anbindung an die bereits fertiggestellte Strecke der A 46 nördlich Arnsberg sieht der Bundesverkehrswegeplan 2030 folgende Planungen als vordringlicher Bedarf vor:
- AS Hemer – Menden als vierstreifiger Neubau der Bundesautobahn 46
- Menden – Wimbern als dreistreifiger Neubau der Bundesstraße 7
- Wimbern – Arnsberg (OU Wickede)

Der Bau der A 46 bzw. der B 7 in diesem Bereich ist umstritten. Zu den Gegnern gehören insbesondere der Verkehrsclub Deutschland (VCD) und der Bund für Umwelt und Naturschutz Deutschland (BUND). Zudem hat sich eine „Gruppeninitiative gegen die Autobahn 46“ gebildet. Die Gegner des Lückenschlusses verweisen auf die für den Autobahnbau notwendigen Eingriffe in Natur und Landschaft, auf das sinkende Verkehrsaufkommen in der Region sowie einer daraus resultierenden veränderten Kosten-Nutzen-Relation.
Demgegenüber fordert die regionale Wirtschaft den Lückenschluss und hat eine „Unternehmerinitiative Pro A 46“ gegründet. Die Befürworter des Weiterbaues berufen sich auf die hohe Belastung der bestehenden Verkehrswege, die verkehrserschließende Wirkung des Projektes und die Beseitigung städtebaulicher Nachteile durch den Autobahnbau.
Die Landesregierung von Nordrhein-Westfalen veröffentlichte am 25. Oktober 2011 eine Priorisierungsliste für Bundesstraßen. Darin heißt es: „Die existierende Linienbestimmung wird geteilt. Die Planung wird auf Teillinie Hemer bis Menden fortgesetzt. Parallel zur Planung findet eine Netzuntersuchung statt, insbesondere auch um bei Menden den optimalen Punkt zur Einbindung in das Netz zu finden. […] Die Linie für Menden bis Arnsberg/Neheim wird aufgehoben. Die Planung wird ruhend gestellt. Für den Fall, dass in Zukunft die Planung wieder aufzunehmen ist, ist zuvor eine Prüfung der Nullvariante mit Untersuchung alternativer Netzlösungen unter Beteiligung des Ministeriums für Umwelt, Landwirtschaft, Natur- und Verbraucherschutz durchzuführen.“
Die Nachricht löste sowohl bei Befürwortern, als auch Gegnern des Lückenschlusses Kritik aus.
Im November 2011 einigten sich nach einem Online-Bericht der Westdeutschen Allgemeinen Zeitung drei Bürgermeister, zwei Landräte und ein Vize-Chef des Regionalrates auf eine Trassenvariante für die Fortführung der A 46. Demnach solle die Strecke von Menden-Lendringsen kommend an Wimbern vorbei führen, den Flugplatz Arnsberg-Menden in einem Tunnel unterqueren und dann südlich abschwenken und in Höhe des Rastplatzes „Haus Füchten“ an die A 445 anschließen.
Anfang Juli 2013 wurde durch die Westfälische Rundschau bekannt, dass der nordrhein-westfälische Verkehrsminister, Michael Groschek, einen runden Tisch zum Lückenschluss der A 46 zwischen Hemer und Neheim plant. Das Verkehrsministerium hatte deshalb „alle Beteiligten“ für den 16. September 2013 nach Düsseldorf eingeladen. Groschek wolle nach vier Jahrzehnten Streit um den Autobahnbau „endlich eine nachhaltige Lösung“ für das Verkehrsprojekt finden. Er selbst befürworte den zügigen Lückenschluss zwischen Hemer und Neheim. Bei der zukünftigen Trassenführung habe er jedoch „keine Prioritäten“. Im Februar 2014 hat dann der Minister drei Lösungen dem Bundesverkehrsminister vorgeschlagen.
Im März 2013 nahm der Bund für Umwelt und Naturschutz (BUND) den geplanten Lückenschluss in seine Liste der „umweltschädlichsten und verkehrstechnisch sinnlosesten Straßenbauprojekte Deutschlands“ auf.
Seit 17. Juli 2007 werden die Vorentwürfe für die Strecke zwischen Hemer und Arnsberg erstellt. Im Zusammenhang mit dem Beschluss des Bundesverkehrswegeplans 2030 im August 2016 und der Änderung des Fernstraßenausbaugesetzes im Dezember 2016 wird das Projekt unter dem Namen "46sieben" weitergeführt. Verwaltung und Wirtschaft in Hemer forderten 2017 einen zügigen Weiterbau bis Menden. 2018 gründete sich ein Bündnis für den Lückenschluss. 2020 begannen die Arbeiten zur Kartierung der Biotope sowie zur Erfassung der Fauna. Seit Januar 2021 erfolgen die Planungen in unterschiedlichen Zuständigkeiten. Die Autobahn GmbH des Bundes ist für die Teilstrecke zwischen Hemer und Menden verantwortlich, während Straßen.NRW den Neubau der B 7 zwischen Menden und Arnsberg plant. Begleitend zu den Voruntersuchungen wurde 2018 ein Dialogforum eingerichtet. Teile dieses Gremiums forderten 2022 einen Planungsstopp. Auch Kommunen sprachen sich gegen das Projekt aus, darunter 2022 Arnsberg und 2023 Wickede. Das Land Nordrhein-Westfalen erwägt nach Medienberichten vom März 2023 den Ausstieg aus dem Projekt. Eine Zustimmung durch den Bund, in dessen Auftrag das Land tätig wird, erfolgte jedoch bisher nicht. Daher werden die Planungsarbeiten fortgesetzt.

### Abschnitt Arnsberg-Neheim – AS Olsberg

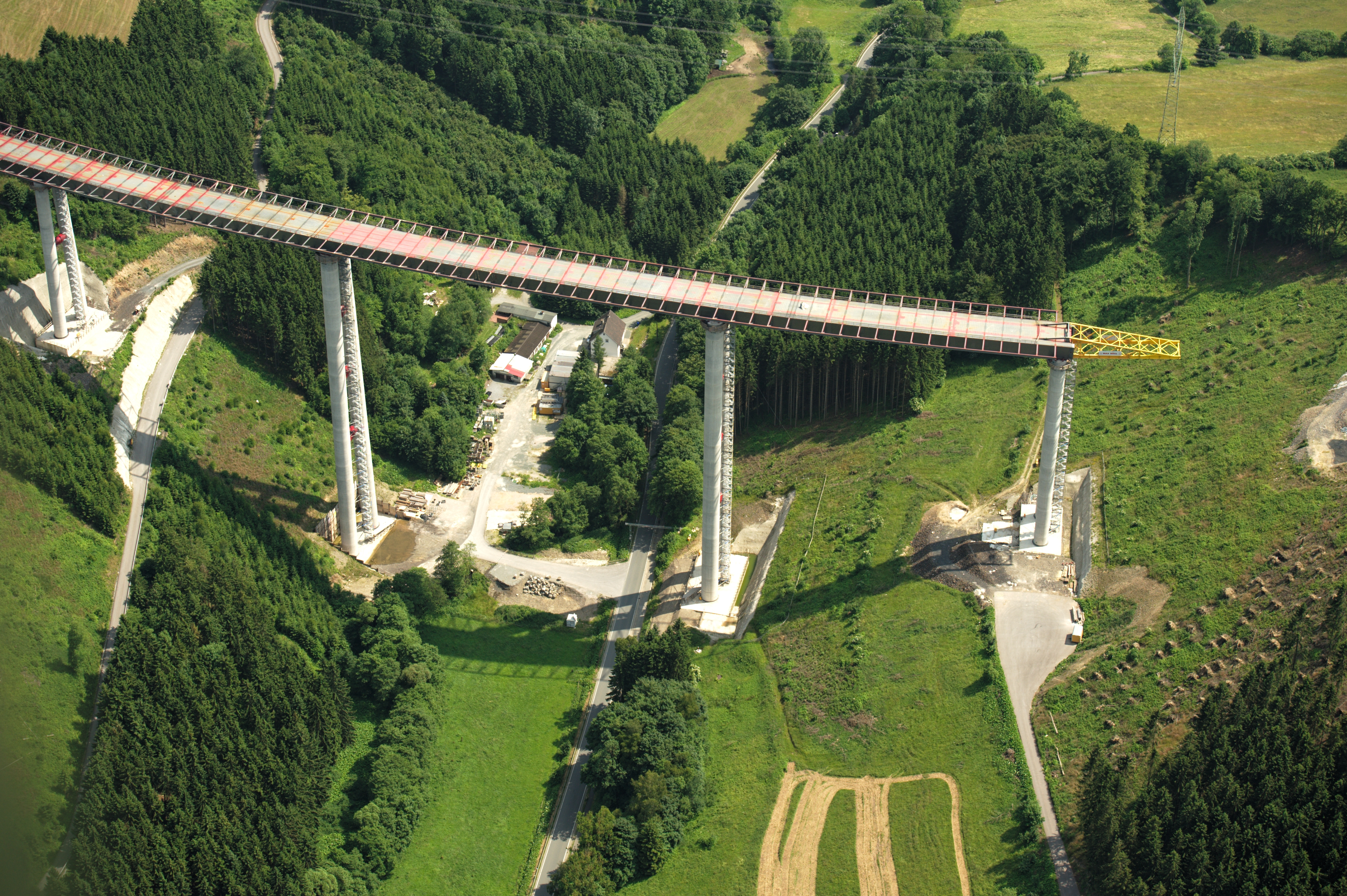
Talbrücke Nuttlar, Stand Juni 2013

Die A 46 ist zwischen Arnsberg-Neheim und der AS Olsberg bereits fertiggestellt.
Der symbolische erste Spatenstich zu Beginn der Arbeiten der Verlängerung bis Nuttlar erfolgte am 4. September 2009. Für das neue 5,6 Kilometer lange Autobahnstück und die 2,7 Kilometer lange Zubringerstrecke wurden Kosten in Höhe von 137 Millionen Euro und eine Bauzeit von sieben Jahren veranschlagt. Insgesamt werden 13 Brücken errichtet. Über 2,5 Kilometer der neuen Autobahn verlaufen auf Brückenbauwerken. Die Talbrücke Nuttlar weist eine Spannweite mit 656 Metern und eine Höhe über dem Tal von 115 Metern auf.
Die Eröffnung des neuen Autobahnabschnittes von der AS Bestwig bis hin zur AS Olsberg erfolgte am 18. November 2019.
Von der Verlängerung der A 46 verspricht sich das Land Nordrhein-Westfalen eine leistungsfähige Verbindung für die Wirtschaftsräume des östlichen Ruhrgebietes und des oberen Ruhrtals, die bessere Erreichbarkeit der Erholungsgebiete des Sauerlandes sowie eine deutliche Entlastung der Ortsdurchfahrt Bestwig. Für das Jahr 2020 gehen die Verkehrsprognosen von 22.000 Kfz/24 h auf der A 46 und von 16.000 Kfz/24h auf der B 480n aus. Für den Flächenverbrauch von rund 51 Hektar sind Ausgleichs- und Ersatzmaßnahmen auf 80 Hektar vorgesehen. An insgesamt über 1.500 Metern der neuen Strecke werden Lärmschutzwälle errichtet.

### Verlängerung der A46 östlich AS Olsberg
An die AS Olsberg soll sich der Neubau der zweibahnigen B 7n bis Brilon anschließen. Diese Verbindung hat auch auf der Priorisierungliste Planung NRW für Bedarfsplanmaßnahmen des Bundes vom 25. Oktober 2011 die Einstufung „vorrangig planen“ erhalten.
Mit der 6,8 Kilometer langen Ortsumgehung Bad Wünnenberg und der 7,4 Kilometer langen Ortsumgehung Brilon/Alme im Zuge des zweistreifigen Neubaus der B 480n entstünde eine leistungsfähige Anbindung an das übergeordnete Straßennetz am Autobahnkreuz Wünnenberg-Haaren mit Anbindung an die A 33 und an die A 44. Während die Ortsumgehung Bad Wünnenberg nach 8-jähriger Bauzeit am 20. Dezember 2021 eröffnet wurde (Spatenstich war am 12. September 2013), ist die Ortsumgehung Brilon/Alme nur in den weiteren Bedarf mit besonderem naturschutzfachlichem Planungsauftrag im Bundesverkehrswegeplan 2003 eingeordnet.
Der Rat der Stadt Olsberg beschloss am 5. Mai 2011 dazu eine Resolution zur zeitnahen Weiterführung der A 46 / B 7n bis zum Autobahnkreuz Wünnenberg/Haaren. Mit der Resolution wurden die Entscheidungsträger in Bund und Land aufgefordert, zeitnah die Voraussetzung dafür zu schaffen, dass der durchgängige Bau der A 46 / B 7n als ein Straßenzug in der West-Ost-Achse bis zum AK Wünnenberg / Haaren (A 44/A 33) gebaut wird. Dem Bau der B 7n Bestwig/Nuttlar – Brilon bis zur Anbindung an die BAB A 44/A 33 komme laut Resolution für Olsberg und die Region eine besondere Bedeutung zu; nur so könne der gesamte südöstliche Teil des Hochsauerlandkreises leistungsfähig an das überörtliche Straßennetz angebunden werden. Für die regionale Wirtschaft erwarten die Initiatoren der Resolution positive Wirkungen.

### Abschnitt Herzberg – Mackenrode – Nordhausen
Auf dem ungefähren Verlauf der A 46 ist die B 243 von AS Scharzfeld bis AS Bad Sachsa-West realisiert worden. Dies hing jedoch weniger mit der A 46 zusammen, sondern geschah im Zuge der B 243 als Eckverbindung von der A 7 (AS Seesen) zur A 38 (AS Großwechsungen). Die Planung von Mackenrode nach Nordhausen wurde aufgegeben, lediglich das Stück von der AS Großwechsungen (A 38) bis zur Anbindung an die Kreisstraße 4 nördlich von Großwechsungen wurde 2012 auf Grundlage der ursprünglichen A 46-Planung autobahnähnlich realisiert.

## Verworfene Planungen

### Abschnitt Neuss-Holzheim – Neuss-Süd
Die Strecke befand sich 1972 unter der internen Bezeichnung „Autobahn 14z“ in Planung. Im Straßenbaubericht des Jahres 1975 ist der Abschnitt neben der neuen Bezeichnung noch mit seiner bisherigen Benennung als „Autobahn 142“ enthalten. Sowohl im Bedarfsplan des Zweiten Gesetzes vom 25. August 1980 zur Änderung des Gesetzes über den Ausbau der Bundesfernstraßen in den Jahren 1971 bis 1985 (BGBl. 1980, Teil I, S. 1614), als auch des Dritten Gesetzes vom 21. April 1986 zur Änderung des Gesetzes über den Ausbau der Bundesfernstraßen (BGBl. 1986, Teil I, S. 557) war die Strecke in der Stufe II bzw. in der weiteren Planung enthalten. Zu einer Realisierung des ab 1. Januar 1975 in den Streckenzug der neuen A 46 aufgenommenen Abschnitts kam es nicht. Im Bundesverkehrswegeplan 2003 ist die Strecke nicht mehr enthalten. Später wurde die B 1 zwischen Neuss-Holzheim und der Autobahn 57 zur A 46 aufgestuft. Die sich hier befindende Anschlussstelle Neuss-West wurde bis 2007 zum Autobahnkreuz Neuss-West ausgebaut. Unmittelbar östlich des Kreuzes beginnt eine gemeinsame Streckenführung der A 46 mit der A 57 bis zum Dreieck Neuss-Süd.

### Abschnitt Wuppertal-Nord –Gevelsberg–Hagen
Bis 1974 war der Abschnitt als vierstreifige B 7 in Planung. Die Strecke sollte parallel zur A 1 verlaufen. Mit Wirkung ab 1. Januar 1975 wurde der Abschnitt Bestandteil des Streckenzuges der A 46. Das Zweite Gesetz vom 25. August 1980 zur Änderung des Gesetzes über den Ausbau der Bundesfernstraßen in den Jahren 1971 bis 1985 (BGBl. 1980, Teil I, S. 1614) brachte das Aus für diese Planung. Vorgesehen war zwischen dem AK Wuppertal-Nord und Gevelsberg weiterhin jedoch der Bau einer zweistreifigen Bundesstraße in Dringlichkeitsstufe I. Zwischen Gevelsberg und westlich Haspe war der Bau einer vierstreifigen Bundesstraße in Stufe I enthalten. Zudem sollte eine vierstreifige Verbindung zwischen dem AK Hagen und der A 1 in der Nähe der AS Hagen-West als nördliche Umgehung der Stadt errichtet werden. Diese Verbindung sollte entlang der B 226 und der Ruhr vierstreifig bis zur A 43 bei Witten-Heven fortgesetzt werden. Aus dem Bedarfsplan geht nicht hervor, welche Widmung dieses Projekt erhalten sollte. Das Dritte Gesetz vom 21. April 1986 zur Änderung des Gesetzes über den Ausbau der Bundesfernstraßen (BGBl. 1986, Teil I, S. 557) sah lediglich noch einen zweistreifigen Bundesstraßenneubau zwischen dem AK Wuppertal-Nord und dem Raum westlich Haspe vor. Alle übrigen Planungen waren verworfen. So gelangte schließlich keines der genannten Vorhaben zu einer Realisierung. Im Bundesverkehrswegeplan 2003 ist die Strecke Wuppertal – Hagen nicht enthalten.

### Abschnitt Brilon – Marsberg – Scherfede – Raum Willebadessen

A 46-Planung; blau: heutiger Autobahnausbau, orange: geplant im Jahr 1976

Bis 1974 existierten keine Planungen zu einer Autobahn oder autobahnähnlichen Verbindung zwischen Brilon und Scherfede. Die Netzkarte der Bundesautobahnen und Bundesstraßen vom 1. Januar 1976 des Bundesministers für Verkehr enthielt zwar weiterhin keine Planung zwischen Brilon und Scherfede, allerdings eine einbahnige Planung in den Raum Marsberg parallel zur B 7. Zwischen dem Raum Scherfede und dem Raum Willebadessen war in der Netzkarte eine Führung der A 46 auf der ebenfalls in Planung befindlichen Trasse der A 5 Bremen – Gießen enthalten. Das Erste Gesetz vom 5. August 1976 zur Änderung des Gesetzes über den Ausbau der Bundesfernstraßen in den Jahren 1971 bis 1985 (BGBl. 1976, Teil I, S. 2093) enthält diese Strecke indes nicht. Auch im Zweiten Gesetz vom 25. August 1980 zur Änderung des Gesetzes über den Ausbau der Bundesfernstraßen in den Jahren 1971 bis 1985 (BGBl. 1980, Teil I, S. 1614), im Dritten Gesetz vom 21. April 1986 zur Änderung des Gesetzes über den Ausbau der Bundesfernstraßen (BGBl. 1986, Teil I, S. 557) und im Bundesverkehrswegeplan 2003 ist die Strecke nicht enthalten.

### Abschnitt Raum Willebadessen – Beverungen – Uslar – Nörten-Hardenberg – Herzberg – ehem. innerdeutsche Grenze bei Mackenrode
Bis 31. Dezember 1974 war dieser Abschnitt unter der internen Bezeichnung „Autobahn 105“ in Planung. Ab 1. Januar 1975 wurde er in den Streckenzug der A 46 aufgenommen. Zu einer Realisierung kam es jedoch nicht. Mit dem Zweiten Gesetz vom 25. August 1980 zur Änderung des Gesetzes über den Ausbau der Bundesfernstraßen in den Jahren 1971 bis 1985 (BGBl. 1980, Teil I, S. 1614) wurde die Strecke ersatzlos gestrichen. Dabei blieb es auch mit dem Dritten Gesetz vom 21. April 1986 zur Änderung des Gesetzes über den Ausbau der Bundesfernstraßen (BGBl. 1986, Teil I, S. 557). Im Bundesverkehrswegeplan 2003 ist die Strecke ebenfalls nicht enthalten. Die heutige Bundesautobahn 38 stellt jedoch in ihrer Streckenführung zwischen Göttingen und Nordhausen eine Alternative zu der damaligen Planung dar.

## Lärmschutz
Seit Beginn des 21. Jahrhunderts wurden entlang der A 46 rund 30 Lärmschutzmaßnahmen allein auf Wuppertaler Stadtgebiet realisiert. Die Investitionskosten betrugen ca. 54 Millionen Euro. 75 bis 80 Prozent der geplanten Lärmschutzmaßnahmen sind laut dem Landesbetrieb Straßenbau NRW Ende 2008 fertiggestellt. Darunter fallen konventionelle Lärmschutzwände und die Betoneinhausungen (oder Galerien) in Wuppertal in Höhe der Hansastraße und Sternenberg. Diese knapp 600 Meter langen Einhausungen überbauen die nach Düsseldorf führenden Richtungsfahrbahnen. Die zum Mittelstreifen offenen Einhausungen werden dort durch Pfeiler getragen, die andere Seite ist geschlossen. Trotz der zu einer Seite offenen Bauweise sind sie straßenrechtlich einem Tunnel gleichgestellt. Zudem wurde im Raum Düsseldorf-Wersten der Gussasphalt durch Flüsterasphalt ersetzt.
Ursprünglich war in den 1960er Jahren geplant, die damalige B 326 (heute: A 46) im Stadtgebiet Wuppertal einschließlich des Sonnborner Kreuzes weitgehend einzuhausen. Mangels finanzieller Möglichkeiten wurde dies verworfen.
Straßen NRW möchte den Lärmschutz in Barmen verbessern. Es ist der Bau einer 9 Meter hohen Lärmschutzwand mit 344 Metern Länge in Fahrtrichtung Düsseldorf zwischen der Abfahrt der Anschlussstelle Barmen und der Winchenbachstraße ab 2024 geplant. Vorher müssen noch die Brücken über die Winchenbachstraße, der Hatzfelder Straße und am Autobahnkreuz Barmen abgerissen und neu erbaut werden. Die Kosten werden auf 20 bis 25 Millionen Euro geschätzt.

## Verkehrsmanagement

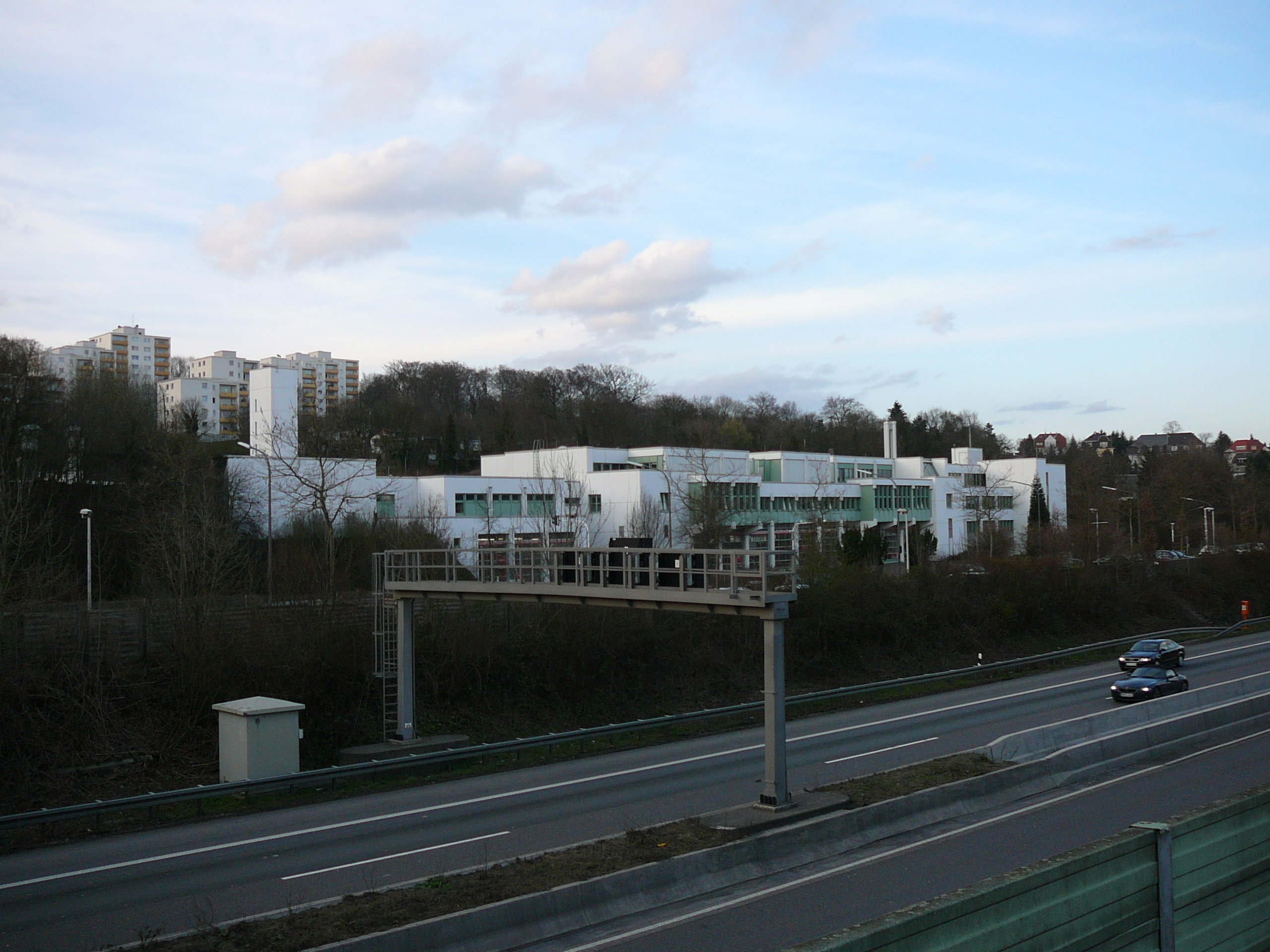
Eine der Schilderbrücken im Wuppertaler Raum

Durch Signalsysteme, die sogenannten Verkehrsbeeinflussungsanlagen, und die Schilderbrücken sollen die Unfallschwerpunkte entschärft, der Verkehrsfluss harmonisiert und die Verkehrsdichte entzerrt werden.
Das erste System dieser Art wurde 1984 auf der A 46 auf dem Wuppertaler Streckenabschnitt installiert. Das Zeichensystem mit Tempovorgaben arbeitete aber nicht zuverlässig und wurde zehn Jahre später auf Veranlassung des damaligen Landesverkehrsministers Franz-Josef Kniola abgeschaltet. Die Anlage zeigte beispielsweise trotz leerer Autobahn in Richtung Düsseldorf Tempo 60 an. Auch wurde bei Nebel und schlechter Sicht noch Tempo 120 erlaubt.
2002 wurde dann die zweite Generation der Streckenbeeinflussungsanlage installiert und eingeweiht. Vorerst wurde die Anlage nur in Fahrtrichtung Hagen verwirklicht. Die Investitionen dazu betrugen rund 1,2 Millionen Euro. Mitte 2006 folgte dann die Inbetriebnahme des Systems in Fahrtrichtung Düsseldorf. Die Anlage soll die aktuelle Verkehrslage und Wettersituation auf der Autobahn erfassen und in Abhängigkeit von dieser Situation das Verhalten des Fahrzeugverkehrs beeinflussen. Durch Induktionsschleifen in der Fahrbahn, die dadurch die Verkehrsmenge und -dichte sowie die Fahrtgeschwindigkeiten messen, wird der aktuelle Verkehr erfasst. Wetterstationen am Rand der Autobahntrasse erfassen zusätzlich die Fahrbahnbeschaffenheit, den Wind und die Sichtweite.
Auf Wuppertaler Gebiet wurden sogenannte Zuflussregelungsanlagen, also Ampeln an den Auffahrten, im Juni 2005 in Betrieb genommen. Diese Investition von rund 270.000 Euro für die drei realisierten Auffahrten wurde aus Bundesmitteln finanziert. Die Effizienz dieser Anlagen wird aber in Frage gestellt.
Eine neue Generation von Streckenbeeinflussungsanlagen wurde in Form einer Schilderbrücke Ende 2008 vor dem Autobahnkreuz Wuppertal-Nord, wie zuvor im Autobahnkreuz Hilden, in Fahrtrichtung Osten in Betrieb genommen. Die Investition lag bei rund 600.000 Euro.